# 篠田ゆう
篠田 ゆう（しのだ ゆう、1991年〈平成3年〉7月21日 - ）は、日本の元AV女優。東京都出身。ティーパワーズに所属していたが現在は退所している。

## 略歴
2010年、AVデビュー(マークスジャパンに所属)。当時付き合っていた彼氏と別れたタイミングで、スカウトに声をかけられ、AV業界入り。2012年7月、アウダースジャパン出演作よりデビュー。当時からセミロングだった髪型がショートになった。
2013年、BRW108に加入。2014年7月、セガのゲーム「龍が如く0 誓いの場所」のキャラクター出演をかけたセクシー女優人気投票にエントリーしたが、出演権を逃した (順位・得票数未発表)。
2015年8月、篠山紀信がビジュアルプロデュースを務めるセクシーアイドルユニット「PINKEY」に加入。
2016年6月、マークスグループの解散により、ジャパントータルプロモーションへ移籍。2016年11月、ティーパワーズへ移籍。
2018年11月、スカパー！アダルト放送大賞2019女優賞にノミネート。2019年3月12日に東京スポーツ賞を受賞。
2020年12月、「FLASH 2020年現役最強セクシー女優BEST100」読者投票・熟女部門第2位選出（総合第25位）。FANZA発表2020年年間AV女優ランキング10位を獲得。
FANZA発表、2021年上半期女優別アダルトビデオ売り上げ第5位を記録。2021年8月発表「読者300人が選んだFLASH 2021セクシー女優ランキング」読者投票11位。月刊FANZA発表2021年上半期女優別ランキング7位。
2022年2月、スカパー!の運営する動画サイト『SPOOX EX』の応援大使、EXガールズに就任。2022年5月に発表されたアサヒ芸能「2022現役AV女優SEXY総選挙」で第13位。同年9月2日、HHHグループによる「トリプルHAPPYキャンペーン2022」キャンペーンガール就任。
2023年3月よりマドンナ専属女優となる。
2023年5月に発表されたアサヒ芸能「2023現役AV女優SEXY総選挙」第24位。
2023年5月22日週FANZA動画フロアランキングにて、出演した『BAZOOKA 冬の大感謝セール コスパ最強ノーカットベスト爆乳限定2749分』（BAZOOKA）が1位を記録。
FANZA動画フロア2023年9月度月間AV女優ランキングで5位に浮上。2023年10月度女優ランキングでも5位を維持。
同年10月31日、台湾・中時新聞網では篠田のSNSが削除されていることから、所属事務所マネージャーに確認を取り、現役を引退したと報じた。事務所は最善を尽くしたが引き留められなかったという。
報道の影響もあり、FANZA動画フロア同年11月度女優ランキングで2位。同12月度女優ランキングでも2位を維持。FANZA動画フロア2024年1月度月間AV女優ランキングでは2位を記録。FANZA動画フロア2024年2月度月間AV女優ランキングで9位を記録。FANZAレンタルフロア2024年6月度AV女優ランキングでは3位ランクイン。

## 人物
デビューからしばらくの間は台本を読み込んでいたが、自然体で撮影に臨むため、台本はほとんど読まなくなった。

## 映像作品

### アダルトDVD

#### 2010年代
- セキララ 〜今どき世代のゆるい性事情〜 03（12月2日、MAGIC）
- 初心な素人さん、初めてのAV出演 ゆうさん（12月24日、宇宙企画）

- 家庭教師 お嬢様の憂鬱 TOO MANY RULES（1月7日、Be Free）
- あげまん娘（1月14日、S級素人）
- 学校で中出ししよッ 篠田ゆう（1月28日、宇宙企画）
- 若妻裏サイトの集い 5 向井恋 森ななこ 篠田ゆう（2月8日、フルセイル）
- S-kawaii* 04 篠田ゆう（2月25日、kawaii*）
- おにいちゃん大好き♡ 〜美乳な僕の妹〜 篠田ゆう（2月25日、宇宙企画）
- 出された精子、ぜんぶ飲みます。篠田ゆう （3月4日、h.m.p）
- SOD女子社員 業務中 いつでもどこでも 社内スペシャル野球拳（3月5日、SODクリエイト） ※「城田優子」名義 全8名
- ち○ぽ洗い屋のお仕事 9（4月7日、SODクリエイト）全8名
- 同僚の彼女 ゆう (20歳)（4月8日、S級素人）
- パーフェクトボディ セクハラ中出しOL 篠田ゆう（4月15日、アイズム）
- なすがままされるがまま 女子大生玩具 ゆう（4月25日、隼エージェンシー）
- フェラコレ2011春SP（4月25日、隼エージェンシー）※オムニバス作品 全30名
- 初心〜うぶ〜 清純女子校性なぅ 篠田ゆう（4月25日、kawaii*）
- INSTANT LOVE 31（5月13日、e-kiss）
- 完全主観FUCK 妄想ぬれ濡れ日記 篠田ゆう（5月15日、アイズム）
- 貧しい美人家政婦を、金の力で脅してブッカケ中出し凌辱輪姦 篠田ゆう（5月19日、CROSS）
- こだわりの手コキ 4時間SP 19（5月25日、隼エージェンシー）※オムニバス作品 全35名
- デカ尻素人駅前ブルマ試着 3 恵比寿OL編（6月4日、ディープス）全7名
- 女子高生に授業中いきなりAVを見せたら静まりかえり生唾飲み込んでパンツを濡らした（6月4日、SWITCH）全4名
- 帰ってきた!! ハメちゃうのは誰だ リターンズ 3（6月4日、SWITCH）全8名
- 制服美少女と性交 篠田ゆう（6月5日、ドリームチケット）
- 公衆トイレが使えず野ションする隙だらけの女（6月18日、ナチュラルハイ）全5名
- 玄関先で敏感すぎて断り切れない宅配娘 ～ピザ屋、新聞配達、ラーメン屋、クリーニング店～（6月18日、ナチュラルハイ）全4名
- 総勢87名 ドキッ！女だらけの水泳＆大運動会DX（6月18日、V＆Rプロダクツ）全87名
- フェラコレ女子○生編 V（6月25日、隼エージェンシー）全30名
- 陵辱・拘束・中出し 性奴隷お嬢さま 妹・ゆう篇 篠田ゆう・羽月希・橘ひなた（7月7日、桃太郎映像出版）全3名
- 図書館で声も出せず糸引くほど愛液が溢れ出す敏感娘 7（7月7日、ナチュラルハイ）全6名
- SOFT ON DEMAND 痴漢産婦人科医「ナマ中出し」10人隊（7月21日、SODクリエイト）全4名
- 疼く制服の肢体 ゆう（7月25日、オーロラプロジェクト・アネックス）
- 若妻羞恥バス痴漢 篠田ゆう（8月7日、マドンナ）
- 目の前で痴漢されている女子○生とずっと目が合っていた 有村千佳・篠田ゆう・茜笑美（8月20日、SODクリエイト）全3名
- お金に困った兄は…僕の妹、貸します。 6つのパターンで絶頂SEX 好きな体位で絶対にヌケる新感覚映像！（9月7日、桃太郎映像出版）
- 文化部女子痴漢 4 文化祭SP ～放送部/家庭部/茶道部/写真部/手芸部～（9月8日、ナチュラルハイ）全5名
- ヤれる娘 照れ屋なお喋り女子大生と仲良くなって本気SEX ゆうEカップ19歳（9月13日、オーロラプロジェクト・アネックス）
- 素人エヴァ生中出し：破2.0 真希波・●リ・イラストリアス（9月15日、Plum）
- 童貞クリニック（9月22日、SODクリエイト）全5名
- 深夜に一人でコンビニで立ち読みしている巨乳女は男を欲してるヤリマン女、巨乳目当てに近づく男達を待っていたかのように即ハメ!（9月23日、スクープ）全5名
- 拝啓、お兄ちゃん。 篠田ゆう（10月1日、ワンズファクトリー）
- おねだり女子大生の部屋でマジで朝からガチSEX ヤりたがる娘 スケベっ娘の一人暮らしの自宅に誘われヤリまくり！ ゆうEカップ19歳（10月13日、オーロラプロジェクト・アネックス）
- 犯られる女教師 ゆう（10月13日、隼エージェンシー）
- フェラチオ上手なJK 2 お口使いの上手な女子校生たち（10月19日、GLAY’z IMPACT）全20名
- 甘え上手な痴女 2（10月25日、隼エージェンシー）全6名
- 本番がないと思って研修だけ気軽に受けたら、たっぷり挿入されちゃった午後8時からの風俗業（10月28日、スクープ）全5名
- 二人きりの夏休み 篠田ゆう（11月1日、S-Cute）[31]
- 校内で有名な美人3姉妹とやっちゃった俺 北川瞳・長谷川しずく・篠田ゆう（11月19日、アキノリ）全3名
- 幸せな家庭内に快楽の亀裂！ママの目を盗み自宅で犯される隙だらけの無防備姉妹（11月19日、アイエナジー）全4名
- 無類の腋フェチ 2（11月19日、KEU）全5名
- 恥女! Vol.13 羞恥!溶ける競泳水着!水泳合宿でまさかの全裸露出!（11月19日、サディスティックヴィレッジ）全5名
- 「ママには言わないで…」ロリ性感オイルマッサージ 12（11月20日、LOTUS）※オムニバス作品 全4名
- 素人敏感女子校生生中出し 052 ゆうちゃん1●歳（11月30日、Plum）
- GAKI ～女子校生の未開発な身体にしたい7つの下品なこと～ 桃音まみる・篠田ゆう・京野ななか（12月8日、ディープス）全3名
- 客からのボディタッチは絶対NGの女子校生抱きつきエステで本気の本番交渉！（12月8日、アイエナジー）全4名

- ふわふわ空間 篠田ゆう（1月1日、S-Cute）[32]
- あいつらがレズっているのを見つけてこっそりオナニーしてたらバレてしまった…さてどうする？ 2（1月7日、アキノリ）全6名
- 巨乳人妻温泉 イヤシの宿 5 木下若菜・篠田ゆう・水瀬優（1月10日、LEO）全3名
- 誰かに見つかりそうな場所で相互愛撫しながら発射しちゃった僕。（1月15日、ワンズファクトリー）全8名
- 授業中にノーパンになってくれる従順な教え子5人と俺物語（2月9日、アキノリ）全5名
- 嫁の妹と○○しちゃった俺 4（2月9日、アキノリ）全4名
- 手加減ナシのアナル舐め手コキ（2月13日、マルクス兄弟）全10名
- 接客中に顔を紅潮させながら感じまくるバイト娘 4 ～中華料理店、ゲームセンター、八百屋、メガネ専門店～（2月23日、ナチュラルハイ）全4名
- 快楽M性感美脚エステ 2012（3月5日、フリーダム）全4名
- 「男を求めている美人姉妹がしかける 誘惑Wパンチラを見たら…どっちにイク？」VOL.1（3月8日、DANDY）全6名
- 研修中の看護学生に手を出した俺（3月8日、アキノリ）全4名
- 2段ベッドが揺れるほど感じる妹の喘ぎ声を聞いて発情しだす姉（3月8日、ナチュラルハイ）全4名
- もしも、愛する妻が旦那やママ友が寝ている目の前で夜這いされたらどうなるか？ 音羽レオン・篠田ゆう・桜りお（3月13日、ラハイナ東海）全3名
- ムチムチタイトスカートバス 万年発情期なのはパッツン生地でデカ尻が強調されるから！？ 人目を気にせず挑発してくる肉感美人OL（3月22日、ディープス）全5名
- これぞ神技！！ 回春フェザータッチ発射サロン（3月22日、KEU）全4名
- 痴漢OK娘 レズスペシャル 3（3月22日、ナチュラルハイ）全5名
- 巨乳軟体美少女肉壷扱い ゆう（3月24日、ラマ）
- 思春期のJKは年上の男に恋をする？イチャついてくる可愛い教え子とやっちゃった俺 篠田ゆう・岩佐あゆみ・藤原ひとみ（4月5日、アキノリ）全3名
- リクルートスーツを着た新入社員の顔騎放尿（4月5日、フリーダム）全4名
- 近親相姦痴漢 篠田ゆう・ありさ ほか（4月21日、ナチュラルハイ）全3名
- S級現役体育大生中出し ゆう（4月25日、サムシング）
- ノーパン・ハイスクール 4（5月7日、プレミアム）全8名
- 女子校生15人オマ○コ指入れぴちゃぴちゃ自画撮りオナニー vol.7（5月20日、プリモ）全15名
- 入院すると女も欲求不満？ 隣のベッドになるJKが次々と俺のチ○ポに迫ってきた（5月24日、アキノリ）全7名
- 「勉強よりもセックスにハマりたい！眼鏡をかけた生徒会女子高生が仕掛ける初めてのウブ濡れパンチラを見逃すな！」VOL.1（6月21日、DANDY）全4名
- 友達の家に遊びに行ったら、風呂上りで全裸にバスタオル1枚の女子校生の妹とバッタリ遭遇。妹は思わせぶりな視線で誘惑し、やりたい盛りの男が取る行動はただ1つ！Part2（6月22日、スクープ）全5名
- 美少女M男スナイパー 3（6月25日、未来）
- M男パラダイス 30 小悪魔美巨乳お姉さんのペニバンアナル調教！！（6月25日、未来）
- 男子生徒の絶対数が少ない学校生活はパラダイス!（7月5日、Hunter）全6名
- 巨乳女たちでギュウギュウの混浴露天風呂に男性客はボク1人（7月5日、SWITCH）全5名
- 「女の口は嘘をつく。」 雌女ANTHOLOGY ＃107 篠田ゆう（7月6日、アウダーズジャパン）
- 緊急発売!! 誘拐犯から押収した犯行記録VTRを極秘入手!（7月20日、MAD）
- 俺らに優しいゴックン 篠田ゆう（7月20日、ワープエンタテインメント）
- 祭りでテンションが高くなった浴衣娘はココロもカラダも開放的になる！軽く声をかけたら、思ったより簡単にナンパに成功して、ぐっちょり濡れたタダマンをゲット！！（7月27日、スクープ）全5名
- ザーメン飲みたい! 篠田ゆう（8月18日、ラッシュ）
- ナース服からくっきりと見えちゃうほど派手なパンティーをはいているナースは、患者からのセクハラを拒めないどころか、実は内心期待している! 2（8月23日、Hunter）全6名
- 手錠の鍵はマ○コの中 2 貴方が下半身丸出しの女子○生に「鍵を取って下さい」と助けを求められたら犯さずにいれますか? 篠田ゆう・杉菜つくし・桜瀬奈（8月23日、ナチュラルハイ）全3名
- 性感マッサージ美人妻専門店 痴女エステシャンによる究極のチ○コいじり 2（8月25日、ジャネス）全5名
- 無防備な妹にオンナを感じたボク。（8月25日、クリスタル映像）全4名
- 素人援交生中出し 141 ゆう 20歳（8月31日、プラム）
- 素人限定！高額アルバイト超粘着とりもち拘束！（9月6日、ATOM）全4名
- 満員バスで若妻のプリ尻に勃起チ○ポを押しつけたら、夫が横にいるのに拒まなかった。（9月6日、SWITCH）全5名
- 美人若妻ゆうの火遊び（9月7日、桃太郎映像出版）
- MOODYZファン感謝祭 バコバコバスツアー2012 バコリンピックスペシャル!!（9月13日、MOODYZ）全16名
- 究極！アナル丸見え ダンスストリップ!!（シングルバージョン）02（9月15日、未来）全5名
- 素人お姫様生中出し 009（9月15日、Plum）
- 長期入院して欲求不満の女性患者たちが、次々と素人童貞のボクのチ○ポを求めてきた。（9月20日、アイエナジー）全5名
- 「カップル限定」マジックミラー号の中で、自慢の彼女を「寝とって」真正中出し！ 5（10月6日、SODクリエイト）全6名
- ご奉仕手こき 近親編 妹に姉に嫁に手こきしてもらってザーメンを出しちゃいました（10月13日、隼エージェンシー）全16名
- MOODYZファン感謝祭 うらバコバコバスツアー2012 補欠者救済？バコバス潜入捜査大作戦!!（10月13日、MOODYZ）全20名
- ナマ殺し愛撫でさんざん焦らされたあげくにイカされちゃった僕が発射後すぐのお掃除フェラで直後責めされて悶絶しながらも勃起しちゃったチ●ポをいつの間にかマ●コに挿入されてイジワルなほどネットリとシゴかれちゃう『最後はいっつもゴックン』な淫口と性交 篠田ゆう（10月14日、ワープエンタテインメント）
- 無料体験オイルエステに来た素人お嬢さんに、真性レズエステティシャンの私がエステ前に飲むと効果が劇的に上昇すると嘘をついて、媚薬入りのミネラルウォーターを飲ませ、性感帯を焦らしながらマッサージしたら…クリトリスが5秒で超勃起！ 2（10月18日、Hunter）全6名
- 自分以外の全員が眠った世界で、女子○生たちを種付け孕ませヤリたい放題!（10月18日、SODクリエイト）全7名
- やらせて。 篠田ゆう（10月19日、ぼーぼー）
- 個室ビデオ店にAVJを派遣します（10月27日、クリスタル映像）全5名
- トリプルレズビアン 5 ～二穴交尾愛～ 羽月希・篠田ゆう・堀口奈津美（11月10日、クリスタル映像）全3名
- 万年補欠の僕とマネージャーが部室で2人きり。帰宅途中に突然の大雨にふられた僕が部室に戻るとズブ濡れのマネージャーが! 濡れて下着が透けたマネージャーを見た僕は思わず勃起。そんな下半身の事情も知らずに「風邪をひくから」と心配され、彼女に無理矢理脱がされ勃起がバレてしまい・・・。（11月22日、Hunter）全6名
- おねだりゴックン！笑顔で中出し！ ゆう（12月1日、胸キュン喫茶）
- 超ムカつくイケメン野郎の巨乳の彼女を寝取った！！入院しても誰もお見舞いに来ない僕とは違い、隣りのベッドの超イヤミでムカつくモテ男野郎は毎日カワイイ彼女がお見舞いにやってくる！！しかも年下のクセに2人して僕を見下しバカにしてくる。（12月6日、Hunter）全5名
- 乳首を舐められて、手コキと寸止め（12月7日、RASH）全7名
- 地味で無口な女学生が自ら援交を志願してきたら、見た目に反してオヤジ好きのドエロだった。後日、今風の服装をさせたら超可愛く変身した。篠田ゆう（12月13日、HERO）
- 素人娘にお願いしました。やっちゃいけない場所でやっちゃいけないSEX 21歳女子大生（12月14日、ゲンエキ）[33]
- 青姦凌辱物語。～媚薬の実験台にされ牝調教されるわたし～ 篠田ゆうEカップ優等生（12月25日、オーロラプロジェクト・アネックス）
- なぜか男だらけの汗臭い油まみれの町工場で働く美人すぎる女性従業員。男達の格好の性処理道具になると思いきやまさかの…（12月28日、スクープ）全5名

- 「女だってヤリたいの!!」女性専用風俗に通う女たち… 5時間（1月8日、ラハイナ東海）全10名
- 彼女いない歴35年の僕でも派遣の家庭教師を雇えば、女の子と自宅で二人きりになれた！でも、いくらエロ本を見せつけても、勃起チ○ポを見せつけてもエッチな気分にならない真面目な家庭教師の先生には、しびれ薬を飲ませ自由を奪ってヤッちゃいました！（※意識は多少あります。）（1月10日、アパッチ）全6名
- 「好きにしていいよ」 小さい頃から僕の部屋に勝手に上がりこんで遊びに来ている幼馴染は中学まではとても真面目で地味だったごくごく普通の女の子！そんな彼女は見事なまでの高校デビューを飾りオシャレになりとても可愛らしい女性に！！（1月10日、Hunter）全6名
- 彼女いない歴＝年齢の僕だけど、セックスフレンドができた！キャンパスデビューしたばかりの姉の友達は、最近初体験を済ませたばかり。そんな覚えたてのSEXをもっといっぱい経験しておきたいと、姉の家に居候している浪人生の僕（童貞）に、不慣れな誘惑でエッチを求めた。その後は、まさかのセフレ関係まで求めてきた。（1月10日、Hunter）全6名
- 地獄の大量ザーメン拷問スペシャル 精子ごっくん105連発 篠田ゆう（1月10日、ROCKET）
- キスとヨダレとアナル舐め、おまけにフェラと手コキ責め アドリブ痴女ライブ 篠田ゆう（1月14日、ワープエンタテインメント）
- 入国審査で脱がされた女子大生 篠田ゆう（1月25日、EROTICA）
- 可愛い顔してデカ尻!! 篠田ゆう（1月30日、MARRION）
- 激ピストン!ズッポリ!ディルドオナニー 2（2月5日、ジャネス）全5名
- 誘惑 ～スウィート・トラップ～ 彼女とアタシの×××なKiss 有村千佳・篠田ゆう（2月7日、LADY×LADY）
- 着たままローション学園 三浦まい・篠田ゆう・大崎美佳（2月7日、アキノリ）全3名
- 潮吹きレズエステ これが女の射精なの 性感オイルマッサージ 2（2月8日、トータル・メディア・エージェンシー）全6名
- 人妻デリヘル中出し潮吹かせ3　どんなに綺麗な人妻もこれで頼めば80％ヤラせてくれる舐め奉仕術！！（2月10日、ホットエンターテイメント）全5名
- 無類のレギンスフェチ 2（2月21日、KEU）全4名
- 「お義父さんが理想の男性!」のAV女優・篠田ゆうは、家族旅行中に義父と「禁断の近親相姦」できるのか!?（2月21日、SODクリエイト）
- 自主映画のモニターとだまして、素人の人妻にAV鑑賞させて中出ししちゃいました。 3（2月25日、ビッグモーカル）全5名
- 下品なポーズで責められて… Ver.ふたり責め 琥珀うた・篠田ゆう（3月8日、ワープエンタテインメント）
- 人妻回春マッサージ 働く美人セラピストたち～精子はアロマの香りなんです…～（3月8日、トータル・メディア・エージェンシー）全18名
- 尻伝説 篠田ゆう（3月11日、実録出版）
- AV女優さんとエッチしよう! Vol.2 篠田ゆう（3月13日、HERO）
- いやらしい女 篠田ゆう（3月13日、隼エージェンシー）
- 彼氏の隣で他の男とSEXしながらイキまくる女子校生！快感を覚えてしまったカラダは貞操を守れない！？（3月22日、スクープ）全5名
- バレないように彼女の親友とこっそりヤル！ 7（3月23日、アキノリ）全4名
- 勃起チ○ポを見せつけても平気な真面目ナースさんが、亀頭の先にできた糸をひくほどの我慢汁を見た瞬間、淫乱ナースに豹変する！＋座薬を美人ナースにお願いしたら、裏スジに触れた指先に思わず勃起！ムクムクと大きくなるチ○ポを超近距離ガン見で発情！男性患者とヤッちゃう欲求不満ナース2枚組SP（3月23日、Hunter）全10名
- クラスの可愛い女子達にパシられて買ってきた飲み物に媚薬を仕込んだら、ボクのチ○ポは玩具にされて犯された（4月11日、SWITCH）全4名
- 小、中、そして高校生の現在もアダ名が「博士」の貧弱な僕。そんな僕の自宅には、クラスの女子がAV見たさによくやって来る。でも、いざエッチなシーンを見たらモジモジしだして頬を赤らめ、パンティー越しにもわかるくらいにビショ濡れで恥ずかしい染みだらけ！そしてヤリたくてヤリたくて我慢できない女子が僕に急接近。 6（4月25日、Hunter）全7名
- 無類のジーンズフェチ 2（4月25日、KEU）全5名
- 媚薬を飲まされた人妻デッサンモデルは裸を見られるだけで「セックスを求める」女の我慢汁を垂れ流す 向井恋・篠田ゆう・森ななこ（4月25日、ナチュラルハイ）全3名
- ど素人 ～巨乳編～ SEXが大好きなしろうとオンナ ゆうちゃん 21歳 大学生 埼玉県在住（4月25日、サイドビー）
- 潜入！！うわさの回春マッサージ 冴島かおり・西野エリカ・篠田ゆう（4月26日、LEO）全3名
- ノーパン・ハイスクール 4（5月7日、PREMIUM）
- ご奉仕ばかりの毎日でタマっちゃってる白衣の天使は手頃で便利な入院患者の禁欲チ○ポでとりあえずの性欲処理をする（5月17日、ワープエンタテインメント）全10名
- 自分の味方がいる状況（ホーム）では、僕に屈辱的なひどいイジメをしてきたり、調子に乗っている超強気JKは、味方が誰もいない1人ぼっちの状況（アウェイ）になった途端、僕をイジめてもこない、おとなしい超弱気JKに…！いじめの仕返しのチャンスとばかりに試しにちょっかいを出してみたら、怒らないし、むしろ謝ってくるので、これまでされた屈辱的なひどいイジメの仕返しをしてやり、ついでに……犯してやりました。（5月23日、Hunter）全4名
- 着衣風呂（5月23日、KEU）全7名
- 秘め事 発情家族。 至近距離に他の家族が居る状況下なのに喘ぎ声を押し殺しながら身悶える美人嫁 篠田ゆう（5月23日、タカラ映像）
- アジアンビューティー Act:02 篠田ゆう（5月24日、ONE DA FULL）
- 「満員状態の路線バスで欲求不満の専業主婦に正面から“後ろから同時に”股間と股間を擦りつけたら？」 VOL.1（6月6日、DANDY）全4名
- 満員電車内 痴漢妄想だけで濡れる超敏感娘 痴漢で有名なS線朝の通勤ラッシュ。偶然、お尻に手が触れたり胸にカバンがあたっただけで、痴漢されているという妄想が膨らみ、それだけでパンツを濡らし太ももからマン汁が滴り落ちる程、感じまくっている超ドMの敏感娘。そんな敏感娘は本当に痴漢しても嫌がらないどころか確実に痴漢を待っている！（6月6日、Hunter）全6名
- 新発明！時限式精子爆弾！制限時間内に逆ナンして素人男性を発射させないと危険日の膣内でカプセルが溶けて受精しちゃう！早抜きテクが得意とうわさの爆乳女優の賞金とプライドと妊娠を掛けた戦い！（6月6日、michiru）全5名
- センズリ鑑賞会 13 恥じらい素人娘に見せつけちゃいました（6月10日、ホットエンターテイメント）全21名
- 催眠素顔 6（6月10日、催眠研究所）全6名
- 素人限定！ぬるぬる！スケスケ！ローションレスリング（6月20日、ATOM）全6名
- 性感マッサージ 一文字噴水絶潮 寝取られ妻（6月20日、アイエナジー）全4名
- エレベーターに挟まれたデカ尻女子校生をガン突き 篠田ゆう・三浦まい・飯田せいこ（6月20日、ロケット）全3名
- JK文化祭姉妹店 ブルちら専科 ブルマオナサポ喫茶（6月25日、アロマ企画）全4名
- 悩殺！JKパンチラ学園（6月25日、ジャネス）全5名
- 妄想パンチラ@オフィス（7月1日、Fetish Box）全4名
- 性愛7 人生の帰路に立たされている女子○生が、オヤジたちに求められるものー。 篠田ゆう（7月1日、FAプロ）
- 篠田ゆうの熱烈JUICYパンティー（7月1日、Fetish Box）
- SEXのハードルが異常に低い世界 6 スペシャル（7月6日、ディープス）全10名
- 出産して急激に感度があがったママチャリ早漏妻 8 1名増量全員中出し 団地妻SP（7月6日、ナチュラルハイ）全4名
- 俺の可愛い妹がこんないやらしい顔でパンチラ挑発してきて、じゅぼじゅぼ指オナニーまでするハズがない！！ 7 篠田ゆう・くるめまゆ・牧瀬くらら（7月10日、unfinished）全3名
- ブラがハッキリ透けるほど、汗で貼りついたシャツ越しの身体を見ていた僕は… 篠田ゆう・相沢れおな・桜ちずる（7月11日、プレステージ）全3名
- 股抜けバックスタイル（7月13日、アロマ企画）全5名
- 小便ザーメンなんでも飲み込む下水道女 篠田ゆう（7月25日、ダスッ！）
- ぬるんちょ！ 包茎ち○ポ快楽トランス（7月25日、ジャネス）全5名
- 淫語シャワーとスローな手コキ（7月25日、未来）全4名
- 密室視姦フェラ ドキドキしながらしゃぶられたい（7月25日、ジャネス）全4名
- アナル解禁！！軟体3穴中出しずいずいずっころFUCK 篠田ゆう（8月13日、ムーディーズ）
- 痴女、穴る。 篠田ゆう（8月14日、ワープエンタテインメント）
- レイプ！何度犯されてもへこたれないサディスティックヴィレッジの女AD 篠田ゆう・相沢れおな・野口まりや（8月22日、サディスティックヴィレッジ）全3名
- こちら全裸家政婦派遣所 巨乳課 篠田ゆうです。（8月23日、なでしこ）
- 好色母娘丼（おやこどんぶり） 篠田ゆう・秀吉小夜子（9月1日、FAプロ）
- ベラ噛み5 じゅるじゅると絡み合う舌（9月1日、Fetish Box）全4名
- 二子玉川 巨尻セレブ人妻 骨盤矯正オイルカイロプラクティック（9月1日、変態紳士倶楽部）全5名
- 超エッチなシマパン娘 篠田ゆう（9月19日、Fetish Box）
- 二世帯住宅のストレスをセックスでしか発散できない若妻は、ふすまの隣で聞き耳を立てる姑に絶対バレないようにシーツを噛みしめ、アエギ声を押し殺し何度も絶頂する。（9月19日、Hunter）全5名
- 宙に浮くほどイキ跳ねる「エビ反り薬漬けエステ」 3 大槻ひびき・篠田ゆう・岩佐あゆみ（9月19日、ナチュラルハイ）全3名
- 酔った夫に頼まれて仕方なく舐めだした美人妻のフェラ尻に我慢できず後ろから即ハメ 稲川なつめ・上原志織・篠田ゆう（9月19日、ナチュラルハイ）全3名
- イク直前に「2発だせるよね？」ってオアズケ寸止めされて連続射精を約束させられる金玉がカラッポになるセックス（9月20日、ワープエンタテインメント）全4名
- 神経細胞まで浸透する媚薬を塗り込まれ施術師に愛撫を懇願し腰浮かせて感じ中出しを受け入れる女たち 内村りな・芦名ユリア・篠田ゆう（10月1日、プレステージ）全3名
- 地獄の借金緊縛返済 ～罠に落ちた奴隷美女たち～ 篠田ゆう・橘ひなた・あすか光希（10月11日、ケイ・エム・プロデュース）全3名
- 制限時間30分！童貞連続早ヌキ選手権（10月24日、アパッチ）全5名
- 生中痴漢 8（10月24日、ナチュラルハイ）全5名
- アナル舐め奴隷 篠田ゆう（10月30日、MARRION）
- お尻すっごいソープ嬢 篠田ゆう（10月30日、MARRION）
- 「脱ぎたての汚れたパンツ」買い取りますのであなたの恥ずかしいトコロをじっくり見せてください！（11月12日、プレステージ）全12名
- 極限2穴痴漢 スペシャル 3 篠田ゆう・武井麻希（11月21日、ナチュラルハイ）
- ワキ汗に悩むオンナ達が専門に通うクリニックで、治療と称してセクハラを続けていたらマ●コも愛液を垂れ流し強烈なメス臭を漂わせてきたので、オスのチ●ポで汁まみれSEX療法を実施！！（11月22日、スクープ）全5名
- 完全なる飼育 第七章 OL監禁調教 篠田ゆう（11月25日、グローバルメディアエンタテインメント）
- 尻REVOLUTION 篠田ゆう（12月9日、実録出版）
- 最高級三ツ星巨乳ホテルコンシェルジュのSEXスイートサービス… 4時間（12月13日、BAZOOKA）全4名
- 触手病棟 二宮沙樹・夏目優希・篠田ゆう（12月13日、ムーディーズ）全3名
- REAL 緊縛大絶頂 BEST 総勢20人出演!! 8時間（12月13日、レアル・ワークス）全20名
- 某バラエティ番組で大人気! 洋食屋Sさんハメ撮り動画 番組を見た篠田ゆうから逆オファー!（12月15日、スターパラダイス）
- GOHATTO 某有名プロダクション流出 モデルを従順にさせる媚薬キメキメリラクゼーション（12月20日、ブレスト）全4名

- MOODYZファン感謝祭 第2回 バコバコ中出しキャンプ2014 AV界No.1スケベ女優大集合スペシャル!! 友田彩也香 朝倉ことみ 篠田ゆう AIKA 北川瞳 芹沢つむぎ 内村りな HIKARI 藤原ひとみ（1月13日、MOODYZ）全9名
- 「ママには内緒だよ」近所のママ友たちに僕は女を教えてもらいました（1月23日、SWITCH）全4名
- もうワザととしか思えない！胸を押しつけながら超密着してくる巨乳看護婦の発情サインを見逃すな！欲求不満な働く女の下半身事情にお応えするのがヤレる男の礼儀！！（1月24日、スクープ）全5名
- ママチャリ団地妻 ガチンコ中出しナンパ ひばりが丘編（1月25日、ビッグモーカル）全5名
- JKギャルズW淫語クイコミDANCE（1月25日、ジャネス）全10名
- Body talk lesson for couples（2月6日、SILK LABO）
- レイプ！ 男は誰でも人生に2回だけナマ中出しレイプしても良い国 2（2月6日、サディスティックヴィレッジ）全5名
- 痴女、穴る。（2月7日、ワープエンタテインメント）全4名
- 経験人数100人以上のヤリマン限定！遅漏チ○ポ早ヌキ対決！制限時間30分！遅漏男とセックスをしてイカせることができれば賞金100万円！（2月20日、ATOM）全5名
- 働くオンナの淫語レズバトル 2 〜もしも職場で濃厚接吻、クンニ、双頭ディルド、ペニバンでレズられたら〜 篠田ゆう・三浦まい （2月25日、ジャネス）
- 夢戦士ゼンダガール REBIRTH 篠田ゆう（2月28日、GIGA）
- I原店長のパートさん入れ喰い日誌 7 青葉優香・篠田ゆう（3月1日、Pandora’s Box）全5名
- 女子校生アナル大乱交 初美沙希・篠田ゆう・芹沢つむぎ（3月1日、MOODYZ）全3名
- 職場での悩みを誰にも話せずつらく、仕事帰りの整体院でセラピストを誘惑しストレスを解消する新米女教師 小湊菜々・仁美まどか・篠田ゆう（3月11日、DOC）全3名
- 麗しの美人OL 5時間 Premium Seven Collection Vol.4（3月14日、BAZOOKA）全7名
- Temptation 危ない前貼りDANCE 3 篠田ゆう・三浦まい（3月15日、未来フューチャー）
- Double Dancer 3 篠田ゆう・三浦まい（3月25日、ジャネス）
- 文京区にある女教師が通う整体セラピー治療院 3（4月1日、変態紳士倶楽部）全4名
- PTA保護者会 3 保護者、先生、それぞれの事情（4月4日、MADAM MANIAC）全4名
- ワケあり回春マッサージ ～カラダで稼ぐ人妻達～ 7 8時間 Special（4月11日、メディアステーション）全10名
- 欲情淫縛 2 篠田ゆう（4月13日、赤ほたるいか）
- キュン死◆メガネ射 篠田ゆう（4月15日、ワニッチ）
- Legend of 尻伝説 5 美巨尻六時間半収録（4月21日、実録出版）全5名
- 危険日直撃!! 子作りできるソープランド 3 藤嶋唯・彩城ゆりな・篠田ゆう（4月24日、Mr. michiru）全3名
- 監禁誘拐中出し飼育・牝乳凌姦 OLゆうさん22歳の場合（5月1日、プラネットプラス）
- 全裸主婦の日常 篠田ゆう（5月1日、ローグ・プラネット）
- おはズボッ！やだ、入っちゃった、だめ、動いちゃ！ 感じちゃう～（5月2日、アテナ映像）全5名
- くすぐり♥パンティーマッサージ vol.5（5月15日、ワニッチ）全4名
- 尻パンチュ 篠田ゆう（5月15日、ワニッチ）
- 寝女パン2 寝ている女を起こさぬようにパンツを死ぬほど堪能する起きたら人生アウトの新感覚プレイを完全主観で映像化（5月15日、ワニッチ）
- パンツ・オブ・ザ・ワールド featuring 篠田ゆう（5月15日、ワニッチ）
- 妄想パンツ 女の子の無防備すぎる日常でパンツ覗き放題の巻（5月15日、ワニッチ）全5名
- パンツを売ってマ●コを見せる女 AV女優 篠田ゆう（5月15日、ワニッチ）
- くいこみ股縄着エロ奴隷 清純派アイドルレズリンチ晒し者刑 篠田ゆう（6月1日、シネマジック）
- 菊門姦 篠田ゆう（6月5日、グローリークエスト）
- アナルで絶頂大乱交4時間 ～6穴同時生挿入ガチ中出し～ 羽月希・篠田ゆう・あすか光希（6月13日、ケイ・エム・プロデュース）全3名
- べろちゅうレズビアン（6月13日、BACK DROP）全25名
- 早漏チ○ポ完全克服治療プログラム（6月13日、BAZOOKA）全4名

「新・間違えたフリして女子高通学バスに乗り込んでヤられた」 VOL.6（6月19日、DANDY）全5名
- 性感レズエステ 9 都会の片隅で行われる美淑女のみが体験できる魅惑の性感エステサロン 篠田ゆう 友田彩也香 八木あずさ 立花美里 三咲悠（6月20日、MADAM MANIAC）全5名
- 性交クリニック 入院したら患者は僕一人きり。（7月10日、SODクリエイト）全5名
- 人妻リアル不倫 流出ラブホ盗撮 6（7月25日、ビッグモーカル）全6名
- オマンコしたがり女の秘密 篠田ゆう（7月30日、MARRION）
- 菩薩のようなスケベお姉様と欲しがり発情ムスメのムラムラ焦らしレズ 川上ゆう・篠田ゆう（8月1日、h.m.p）
- 水着ギャルナンパ！下着よりエロい水着姿をした素人娘にエッチな事をさせてもらいました…！（8月1日、DOC）全13名
- 私たちは今、チ○コにハマっています!」チ○コフェチには男の人格必要なし!チ○コだけがほしい!（8月7日、Mr.michiru）全7名
- 誘惑超絶大乱交4時間スペシャル（8月13日、MOODYZ）全14名
- 彼氏の見舞いに来た女の無防備パンチラに隣のベッドで下半身だけ元気になってしまった僕。カーテン越しに痴漢したら女もその気になって彼氏の寝てる横で僕の上にまたがってきた！（8月21日、SWITCH）全4名
- BEST OF トリプルレズビアン 大悶絶 8時間（8月22日、クリスタル映像）全25名
- 中年男の夢を叶えるセックス やりたい放題! 6 円城ひとみ・篠田ゆう・羽月希（8月25日、サイドビー）全3名
- パンスト×美脚×SEX（9月4日、グローリークエスト）全5名
- 人妻肉体担保-金の為なら我が身でも- 藤江由恵・篠田ゆう（10月1日、FAプロ）
- 夫に死なれた 好きもの女 篠田ゆう・黒沢那智・堀北とも（10月1日、FAプロ）全3名
- 巨乳エステティシャンの密着施術に勃起したら… 椿かなり・篠田ゆう・真木今日子（10月3日、OFFICE K’S）全3名
- （恥）素人娘アナルおっぴろげ VOL.1（10月3日、OFFICE K’S）全11名
- 本気で感じるディルドオナニー（10月3日、OFFICE K’S）全5名
- 「ねぇ？あたしと一緒にチャットでいっぱ～いHなことしよ♥」 制服美少女！ピチャピチャ潮吹きLIVEチャットオナニー4時間DX vol.05（10月3日、グレイズ）全6名
- 人妻のショ○誘惑 小さい子を見るとブルブル震えて快感をおさえきれない変態奥様（10月10日、I.B.WORKS）全4名
- 熟れ尻妻たちの宅配男狩り 3 篠田ゆう・美泉咲・椎名綾（10月10日、クリスタル映像）全3名
- 欲求不満妻たちのダブルセンズリ鑑賞 其の壱（10月17日、OFFICE K’S）全6名
- 美尻ディルドオナニー Vol.6（10月17日、OFFICE K’S）全5名
- 素人娘ヘアヌードコレクション（10月17日、OFFICE K’S）全11名
- 泥酔して帰って来た姉を犯す弟の投稿映像 家庭内盗撮映像 篠田ゆう・愛加あみ・大倉彩音（10月17日、グレイズ）全3名
- 奥様はマゾ 巨乳と綺麗な桃色美マンが旨そうな真性ドM若妻 篠田ゆう（10月23日、RUBY）
- 初アナルの人妻 夫ともしたことなかったのにアナルSEXしてしまいました あなた本当にごめんなさい… 芹沢つむぎ・内村りな・篠田ゆう（10月25日、ビッグモーカル）全3名
- 脳内調教！働くお姉さんのM男射精管理とアナルドライオーガズム 7 職場で働くいつも優しいお姉さんが今日は上から目線で見つめながら僕のチ○コを超凄テクでイジってくれるので思わず勃起！ジラしプレーでガマン汁出っぱなしでカラダもイキまくり 篠田ゆう（11月15日、フューチャー）
- アルバイトの面接にきた素人娘に蒸れたオマ○コをおっぴろげてオナニー見せてもらいました！（11月21日、映天）全7名
- 勃起チ○ポから目が離せない！見てるだけじゃガマンできない！実はスケベな素人娘のセンズリ鑑賞 VOL.13（11月21日、映天）全6名
- 桃尻ハミ尻 篠田ゆう（11月25日、デジタルアーク）
- 都内某所の優良おっぱいパブでは、1日1時間限定で挿入OK!!との噂が!?このご時世に本当にそんなおっパブが存在するのか徹底検証!!（11月28日、スクープ）全6名
- 唾液つゆだくディープスロート（12月5日、OFFICE K’S）全6名
- 「早くしないと赤ちゃんできちゃう!」 妹の妊娠を心配するお姉ちゃんが禁断のクンニで中出しされた精子を吸い取りごっくん!（12月6日、ナチュラルハイ）全4名
- 即効媚薬をキメて引き出される美人若妻たちのホントの性欲（12月12日、BAZOOKA）全4名
- 西麻布高級人妻性感オイル中出しマッサージ VIP23 藤嶋唯・小湊菜々・篠田ゆう（12月15日、ロータス）全3名

- 雄二ゴメスloves 篠田ゆう（1月1日、プラム）
- 上手すぎるフェラ 素人娘の驚きのフェラチオテクニック集めました。 VOL.8（1月3日、OFFICE K’S）全10名
- 性感メンズエステ 巨乳痴女エステティシャン 5 篠田ゆう 口コミで「激カワ巨乳美人が居るエステサロンで痴女られちゃいました！」と…。潜入してみたら噂どおり凄テクで責められ僕のチ○ポは大勃起で発射寸前でした！（1月5日、ジャネス）
- シリーズ団塊6 山田裕二 67歳 篠田ゆうの場合（1月16日、UIA）
- 性欲の溜まりきった欲求不満な変態妻は美尻を見せつけあらゆる手段を使って男を誘惑する！ 青葉優香・篠田ゆう・椿かなり（2月3日、プレステージ）全3名
- ハメ狂い昇天 尻穴ファック 篠田ゆう（2月13日、マルクス兄弟）
- 美尻乗務員が騎乗位でおもてなし 中出しオマ○コ通勤電車 堀内秋美・篠田ゆう・青葉優香・水城奈緒（2月19日、SODクリエイト）全4名
- 職業別パンストレディー 3 ～働くお姉さんのパンストの匂い～ 仕事でムレムレのパンストで誘惑してくるお姉さんにそそられフル勃起する僕。オマ●コの匂いがするパンティストッキングの感触に思わず発射しちゃいました！ 篠田ゆう（2月25日、ジャネス）
- 娘の彼氏が先に家に来たので、お茶を出そうと部屋に近づくと、あろうことか私のパンティーを嗅ぎながらオナニー中。その姿に最近ご無沙汰の巨乳若妻は廊下で堪らず発情。自らのマ●コを擦り濡らしながら、彼氏を誘惑しちゃいました。2（2月27日、スクープ）全4名
- 媚薬調教潮吹き激イカセ！ 篠田ゆう（2月27日、レアルワークス）
- 宿泊するホテルで16人の女生徒たちにからかわれ、なぶられ、中出しを強要される男性教師（3月5日、Mr.michiru）全16名
- 今まで味わった事のないレズテクで寝取られて…。 川村まや・愛須心亜・篠田ゆう（3月7日、ビビアン）全3名
- 鬼フェラ地獄 XX 京野明日香・篠田ゆう（3月13日、REAL）
- カリスマエステティシャンだらけのハーレムエステ店 波多野結衣・篠田ゆう・川菜美鈴・紺野ひかる（3月13日、BAZOOKA）全4名
- 122分間ノンストップ撮影、ノーカット編集で生中出し27連発に長時間お掃除フェラとぶっかけ20連発！！ 篠田ゆう（3月20日、FS.KnightsVisual）
- パンツスーツOL限定ナンパ！その大きなお尻ユガんでますよ。骨盤矯正しませんか？プリケツばかりを狙うお尻専門レズエステナンパ（3月25日、ナンパJAPAN）全6名
- 私で試乗しませんか? 巨乳カーディーラーの淫らな営業 2（4月10日、BAZOOKA）全5名
- 某都内大学オールラウンドサークルのヤリまくり新歓コンパ！！ 2（4月10日、S級素人）全6名
- 都内の某高級エステサロンに来店した何も知らない人妻に媚薬を飲ませ、キワドイマッサージで性感を刺激したらどこまでヤレるのか！？（4月10日、スクープ）全6名
- セレブ妻ムチ尻Tバック限定ナンパ中出し 4（4月24日、GIGOLO）全6名
- 「入院中の旦那のフニャチン挿入じゃ満足できない見舞い妻に勃起チ○ポを見せつけたらデカ尻で乗ってきた」VOL.2（5月9日、DANDY）全4名
- 小さいちんちんの僕が考えたチビチンテクニックで篠田ゆうちゃんに気持ち良くなってもらいたい!（5月21日、アマチュアインディーズ）
- 満員バスで買い物帰りの人妻のカラダが密着してくるもんで僕ビンビン!思わず痴漢しちゃったけど興奮してる奥さんは拒むことを知らない（6月6日、SWITCH）全4名
- アナルひくひくオマ●コくぱぁ 4時間（6月12日、BAZOOKA）全5名
- 巨乳美人女将だらけの夢の温泉旅館 かすみりさ・篠田ゆう・水野朝陽・槇原愛菜（6月12日、BAZOOKA）全4名
- ムチデカ尻タイトスカートで家庭訪問に来る新人女教師の卑猥な課外授業4時間（6月12日、BAZOOKA）全5名
- 宙に浮くほどイキ跳ねる「エビ反り薬漬けエステ」6 全員中出し再会SPECIAL（6月18日、ナチュラルハイ）全4名
- セレブ人妻温泉旅行 悪徳オイルマッサージ 7（7月1日、変態紳士倶楽部）全4名
- もしもこんなドSコンビニ店員がいたら…（7月5日、フリーダム）全7名
- 妹の友達をノーパンとマンチラで誘惑する レズビアンお姉さん（7月7日、ビビアン）全6名
- 愛する妻からの衝撃の寝取られビデオレター！2 個室ビデオでオナニーしようとDVDを見てたら妻が自分はまだしたことのない中出しを他の男にされている映像が映っていた！（7月9日、Mr.michiru）全4名
- 子供が幼稚園で一緒の美人ママ友達に『モデルしませんか?』と騙し取材!仕事に育児に追われ欲求が溜まった体は制御不能!先っぽだけの約束が中出しまでされ『えっ?』6（7月10日、スクープ）全5名
- 素人妻が本気フェラチオでドスケベ全開 3（7月24日、H2 PROJECT）全6名
- 地味だけどエロい女性事務員の ナチュラルストッキングで（8月5日、フリーダム）全6名
- 常に乳首責めエステで感じちゃった俺 本田莉子・大槻ひびき・篠田ゆう・碧しの・福咲れん（8月6日、AKNR）全5名
- 素人マスク美女ヘアヌード大図鑑（8月14日、BAZOOKA）全9名
- 焦らして焦らして契約をとる寸止め性保レディ 3（8月14日、BAZOOKA）全5名
- 選りすぐりのドスケベ痴女を車にお届けします！スリルと興奮の出張車内ピンクサロン 11人4時間（8月21日、映天）全11名
- 女子校生のおま○こおっぴろげ喫茶 佐々木恋海・Maika・椎名ゆうき・生駒はるな・朝倉ことみ・久我かのん・海野空詩・春日野結衣・有本紗世・篠田ゆう（9月1日、OFFICE K'S）全10名 ※「AV OPEN 2015」マニア・フェチ部門 エントリー作品
- 回避不能イラマチオ（9月4日、OFFICE K’S）全6名
- サテン射精 3（9月5日、フリーダム）全6名
- 友達の家に遊びに行ったら6人のお姉ちゃん達のミニスカパンチラが一杯!僕の思春期ビン勃ちチ○コは大歓迎されてキ○タマ空ッポになるまでもて遊ばれました。（9月10日、SWITCH）全6名
- U30奥様が猥褻エステで超高圧尿失禁（9月10日、アキノリ）全4名
- 褒めて癒して中出しさせてくれる極上淫語秘書（9月11日、BAZOOKA）全5名
- 都内某所にある手コキ専門エステサロン。都内某所にある手コキ専門エステサロン。一見他と変わらない店内だが、やはり人気の理由がそこにあった 2（9月11日、スクープ）全5名
- とってもエッチなナースたちの愛情たっぷりご奉仕SEX 50人8時間BEST（9月11日、BAZOOKA）全50名
- 串刺しピストン！エロ尻ディルドオナニー 6（9月18日、OFFICE K’S）全5名
- おしゃぶり予備校 51 篠田ゆう（9月18日、FS.KnightsVisual）
- 【ハズレなし】素晴らし過ぎる美女レズ。 ガチで綺麗なお姉さん達が唾液交換濃厚キスで発情しながらイキまくる！ 24人のレズバトル4時間（9月25日、ビッグモーカル）全24名
- ゴミ捨て場でノーブラ奥さんと遭遇 汚い場所で犯すとなんか興奮する 西条沙羅・篠田ゆう・星野ひびき（9月25日、かぐや姫）全3名
- 某温泉旅館の不況対策!?1泊2日の宿泊中に気持ちイイことを何回でもしてくれる噂のプランを頼んでみました!!（9月25日、ケイ・エム・プロデュース）全4名
- 女子大生美術部員のモデルになった男が受けた屈辱的な行為（10月5日、フリーダム）全5名
- 淫語調教 恥ずかしい言葉に濡れて。石原莉奈・篠田ゆう（10月7日、アタッカーズ）
- おませなガキにお尻ペンペン「この子ったら反省もしないでおチ○コびんびんにさせてるよ！」怒ってるのに欲情を隠せない隠れショタコンママはガキち○ぽにむしゃぶりついた 青葉優香・蓮実クレア・篠田ゆう（10月8日、SWITCH）全3名
- あんなに清純だった友人の彼女がお酒に飲まれどエロい女に変貌!彼氏がいるにも関わらずうっとりとした瞳で僕を誘惑し生挿入を懇願してきた!?（10月9日、スクープ）全4名
- イキまくったドM女たち8時間BEST（10月9日、レアル・ワークス）全100名
- バック激突きSEX100人8時間BEST（10月9日、BAZOOKA）全100名
- 仕事中に突然レズ痴漢された私（ノンケ）初めての経験でとまどいながらもオマ○コ舐められイキまくっちゃいました！（10月13日、ラハイナ東海）全10名
- 有村千佳 レズれ! プレミアムBEST8時間 有村千佳・桜井あゆ・矢沢りょう・篠田ゆう（10月19日、レズれ!）全4名
- 出前姦 篠田ゆう（10月20日、レイディックス）
- 間接キスができる全裸接写 美女30人オール撮り下ろし212分（10月20日、レイディックス）全30名
- 膝の上に座ってきたお姉ちゃんの尻で即勃起！親が見ていない隙の【座り素股】じゃ抑えがきかず禁断の近親相姦 鈴原エミリ・篠田ゆう・紺野まこ（10月22日、ナチュラルハイ）全3名
- トリプルレズビアン 20 西条沙羅・篠田ゆう・北川エリカ（10月23日、TOMAHAWK）全3名
- ママさんバレー優勝候補チームが僕ん家に来た！ハイレグブルマ姿で自主練する熱心な若妻にチ●ポで応援 西条沙羅・篠田ゆう・星野ひびき（10月25日、かぐや姫）全3名
- 女性だらけのマンションで肉便器にされた僕 ～便器マンと呼ばれて～（11月5日、フリーダム）全5名
- 罵倒地獄番外編 センズリを馬鹿にする女 その 2（11月5日、フリーダム）全27名
- メスころがし ケツ穴＆オ◯◯コ2穴中出し調教 篠田ゆう（11月6日、h.m.p）
- 中出し人妻不倫旅行42 篠田ゆう（11月25日、ビッグモーカル）
- 満員電車で痴漢師に潮が出なくなるまで何度もイカされ膝をガクガク震わせながら絶頂する女（11月26日、ナチュラルハイ）全5名
- 女子社員だけの部署に男はボク1人。黒パンストからこぼれた透けパンチラに勃起してるチ○ポコを6人の先輩にたっぷり可愛がってもらい、抜かれすぎて死にそうです！（11月26日、SWITCH）全6名
- 全裸金蹴り48手 2（12月5日、フリーダム）全5名
- ディルドと足裏（12月5日、フリーダム）全18名
- 女を駄目にするこの快楽…まさに中毒！！インド最古の性の経典「古代性愛文献」に禁薬と記載されている拷問用「動物専用媚薬」を「飲む・吸引する・塗りこむ」と果たして女はどうなってしまうのか…徹底検証！ 篠田ゆう（12月25日、ケイ・エム・プロデュース）

- THE LESBIAN WORLD レズビアンがあたりまえの世界2～地球上には女しかいないから…女同士で愛しあい、求めあう学園レズビアン天国！～（1月7日、ビビアン）全9名
- エロ尻アングル 篠田ゆう（1月7日、デジタルアーク）
- ディルド1本で大妄想 1人で発情する変態人妻淫語オナニー（1月8日、かぐや姫）全6名
- ストーリー因縁レズバトル 北川エリカ・水野朝陽・篠田ゆう・涼宮琴音（1月8日、ROCKET）全4名
- 日頃清楚な人妻もカフェに6人集まれば下ネタ話に花が咲き、盛り上がりついでにお客の若い男子をパンチラで誘い、久々に見る勃起チ○ポ店内で頂いちゃいました（1月8日、SWITCH）全6名
- ノンストップ6Pレズビアン乱交（1月19日、レズれ！）全6名
- レズりたいのにレズれない。触れてはいけないアノ人と、オナニーだけでは我慢できずに禁断ディルドセックス（1月19日、レズれ！）全10名
- ハイドロシスターズ 01 篠田ゆう・真木今日子（1月29日、RISING）
- レズビアンが居る職場と知らずに来た私（ノンケ） 変な空気に気づいた時には双頭ディルドがオマ○コに挿入されて腰を振ってました!（1月30日、ジャネス）全10名
- 性欲盛りの上司の奥さんに馬乗りされて痴女られちゃった俺 篠田あゆみ・篠田ゆう・松井優子（2月6日、AKNR）全3名
- 美人女将が心を込めたスペシャルテクニックで接待!至れり尽くせりのスペシャル温泉旅館!!（2月12日、BAZOOKA）全7名
- 嫁の妹の生裸を目撃しちゃった俺 篠田ゆう・阿部乃みく・白間れおな（2月18日、AKNR）全3名
- 孕ませバック痴漢 膣内の奥まで届く後背位中出しでイキ堕ちる女子校生（2月18日、ナチュラルハイ）全4名
- 鉄拘束ケツ拘束 篠田ゆう（2月18日、ROCKET）
- レオタドール no.3 レオタード人形 篠田ゆう（2月19日、RISING）
- 旅行先の貸切家族風呂で姉と弟が一緒に混浴。初めは照れ合う二人だが勃起したチ●コを見て興奮した姉が誘ってしまい… 2（2月26日、スクープ）全4名
- 逆ショタ奇譚 ホームステイでやって来た異国の金髪のこ●も達は「日本人は具合がいい」と聞かされホストファミリーの若妻を好き放題に輪姦して楽しんだ話 篠田ゆう（3月3日、グローリークエスト）
- 息子にお願いされた…恥じらい顔面騎乗で腰くねが止まらず跨りイキしてしまう義母 鈴原エミリ・藍原マリン・篠田ゆう（3月5日、ナチュラルハイ）全3名
- ガチンコ全裸レズバトル 4 澁谷果歩・篠田ゆう・松本メイ・折原ほのか・水原さな（3月5日、ROCKET）全5名
- 「女性専用車両で初めて唾液が交わるほどのレズキスをされた女はパンツを濡らしながら発情するまで何分？」VOL.1（3月17日、DANDY）全8名
- この奥さんの詳細わかりますか？09 見た目清楚なFカップの美乳新婚妻とめでたく寿退社した元OLのセレブ妻がまさかの発情！ なぜ「旦那じゃこんなにイケないもん…」と本当のセックスの良さに気付いてしまったのか？ その一部始終。 篠田ゆう・来栖みさ（3月25日、ビッグモーカル）
- ネット掲示板M女リサーチ 旦那に内緒でご主人様を探すM気質なアラサー人妻の背徳感をエグり精神も肉体も追い込む陰湿マゾ調教！（3月25日、えむっ娘ラボ）全4名
- 「こんなこと恥ずかしくて言えないんだけど…」、とモジモジしながら多感なお年頃の激カワ娘は同級生を部屋に連れ込み、アナルSEXをおねだりしてしまう！ 篠田ゆう・南梨央奈・涼宮琴音（4月22日、スクープ）全3名
- レズビアンの恋まじない～憧れの先生を私だけのものにしたくて～ 篠田ゆう・ましろあい（4月29日、Eドラ！）
- 媚薬を飲ませて虜にさせるエビ反りレズエステ盗撮 8（5月1日、変態紳士倶楽部）全7名
- 裸族な姉が童貞チ●ポを刺激する！！一人暮らしていた姉が突然実家に帰ってきた！！弟の僕が居るのにお構いなしで常に全裸生活！！！思わず勃起した姿を見て可哀想になったのか「したい？」と言ってまさかの生ハメ！！気持ちよすぎてで暴発してしまった僕は性欲爆発！！（5月27日、スクープ）全4名
- 出張マッサージで際どい所を何度も刺激されイク寸前に終了させられた人妻は自ら延長を申し入れ挿入中出しを懇願する！ 5 夏希みなみ・あやね遥菜・篠田ゆう（6月1日、プレステージ）全3名
- 完全撮り下ろし 汗ばむ肌に喰い込む拘束具、身動き不能で覚醒する性。第4章 篠田ゆう・あかね杏珠・小高里保（6月1日、TEPPAN）全3名
- ミス・ランジェリーナIII 高級コールガールの淫靡なランジェリーと濃密な性交4時間（6月10日、BAZOOKA）全5名
- 撮られて濡れる寝取られ妻 2（6月10日、フルセイル）
- ぱっくりオマ●コドアップ おっぴろげ大図鑑（6月10日、レアルワークス）全8名
- 愛情・嫉妬が交錯する昼下がりの三角関係 人妻3P美狂乱レズSEX 篠田ゆう・二宮ナナ・碧しの（6月15日、LOTUS）全3名
- ノーモザイク・レズれ！限界突破ver.（6月19日、レズれ！）全10名
- 競泳水着スポーツマッサージ 2（6月19日、マッサGoGo！！）全4名
- 推定Fカップ以上 青山で見つけた巨乳人妻を『時間を止めて』AV撮影！～真正中出し編～（6月23日、SODクリエイト）全4名
- オッパイにもGスポットがあった!最新アクメテクあなたも試してみませんか?!スペンス乳腺激イカセでお漏らしガクブル腰砕け。（6月23日、SWITCH）全4名
- 若妻快感アナル 板橋区在住 ゆう 26歳 篠田ゆう（6月25日、好色一代）
- 一般人の人妻が、乱交OKの混浴温泉に間違えて入ってきた！待ち伏せしていたワニ達に痴漢され羞恥興奮し、自ら勃起チ●ポを求めて中出し輪姦でイキ狂う！ 花咲いあん・篠田ゆう・黒崎潤（7月1日、盗撮バスターズ）全3名
- 隣の奥さんのギシアンが毎晩うるさくて非モテぼっちの俺は毎晩勃起しまくり大迷惑！！しびれ薬飲ませて、這いつくばって逃げる人妻にチ◎ポねじこみ寝バック中出ししたら膣イキ痙攣！！ 夏希みなみ・篠田ゆう・城崎桐子（7月1日、盗撮バスターズ）全3名
- フットサル場トイレを使用禁止にしたら、スポーツ女子の野ション盗撮成功！！「動画サイトにうpしてイイですかw」で、生ハメ中出しまでヤレるか検証する！！（7月1日、盗撮バスターズ）全4名
- スーパーガチンコ全裸レズバトルDYNAMITE 2016 澁谷果歩・水野朝陽・篠田ゆう・松本メイ・水原さな・本真ゆり・加納綾子・三浦春佳（7月7日、ROCKET）全8名
- 田舎に嫁いだ新妻が村の男衆にアナル調教され共同肥溜めにされた話 篠田ゆう（7月7日、山と空）
- 発達途中の優しい妹に欲情した童貞の兄が両親の目を盗んで自らカメラ片手にSEX懇願！禁断の近親相姦SEXを撮影される恥ずかしさとは裏腹に相性良過ぎて自ら腰を振りながらカメラ目線でイキまくる！（7月8日、V＆R PRODUCE）全4名
- 産後でオマ○コの感度が上がった敏感ママさんが挑戦！夫が帰宅するまで1時間　媚薬固定バイブを挿したまま赤面家事ミッション２～イキ過ぎてバイブが抜けたらチ○ポ挿入中出しSEXさらに夫が帰って来るまで拘束放置のエロ罰ゲーム！！～ 篠田ゆう・澁谷果歩・加納綾子（7月21日、ROCKET）全3名
- ROCKET8周年記念作品マイクロビキニでドキッ! 巨乳20人!水泳大会2016 浜崎真緒・篠田ゆう・江上しほ・若槻みづな・あやね遥菜・澁谷果歩・水野朝陽・松本メイ・西条沙羅・本真ゆり・塚田詩織・青葉優香・逢沢るる・福咲れん・小西みか・可愛まゆ・綾波まこ・横山夏希・真木今日子・NOA（8月6日、ROCKET）※ Blu-ray 同時発売  (5000枚限定) 全20名
- 本屋で勉強漬けの男子学生にエロ本見せつけたイケない人妻。「刺激になれていないビン勃ち童貞チ○ポが欲しかったんです」自分のカラダを押し付けて店員や他の客にバレないように狭い店内で何度も射精させちゃいました。 神波多一花・篠田ゆう・北川エリカ（8月6日、SWITCH）全3名
- 実録 人間家畜ドキュメント 2 花咲いあん・篠田ゆう・倉多まお（8月7日、アタッカーズ）全3名
- 普段は真面目な隣のお姉さんは、家の中では全裸生活！無防備すぎる姿に欲情した僕が堪らず勃起してたら、すんなりSEX！キンタマスッカラカンになるほど連続射精を求められた！（8月12日、V＆R PRODUCE）全4名
- 極上美人妻 8時間BEST 第7章（8月25日、ビッグモーカル）全28名
- まるっと! 篠田ゆう（9月1日、プラネットプラス）※単体ベスト
- BIBIAN Presents 夢の全裸レズバトルタッグマッチトーナメント2016！！（10月7日、ビビアン）全7名
- 勃起不全解消!! ヤレると噂の痴女人妻回春マッサージ（10月14日、BAZOOKA）全4名
- もしもデカちんの僕が中出し過剰サービスで噂の人妻麻雀クラブで働いたら… 澁谷果歩・篠田ゆう・川上ゆう・北条麻妃（10月14日、BAZOOKA）全4名
- AV女優 裸コレクション 第二弾（10月14日、V＆R PRODUCE）全20名
- デカ尻マニアックス 篠田ゆう（11月1日、ワンズファクトリー）
- ラグジュTV×PRESTIGE PREMIUM 巨乳SPECIAL 01（11月4日、ラグジュTV）全8名
- ニオイを感じる 足裏 3（11月5日、フリーダム）全19名
- 『えっ？僕が10，000人目の客！？記念サービスがある！？』高級デリヘルを頼んだら、偶然、トップキャスト5名が来ることになってしまったら貴方はどうしますか？（11月10日、SODクリエイト）全5名
- 中出し不倫温泉旅行 42 篠田ゆう（11月25日、ビッグモーカル）
- 第1回! AV女優と会ってSEXするまで帰れませーんin恵比寿!!!（11月25日、BAZOOKA）全5名
- SODstar 飛鳥りん レズ解禁 ～チアリーディング部の先輩は全員レズビアン～ 飛鳥りん・羽月希・春原未来・篠田ゆう・広瀬うみ（12月8日、SODクリエイト）全5名
- Hな取材かも…と分かっていながらも「友達と一緒なら…」と安心してしまった素人娘たちはどこまでエロい要求に応えてくれるのか徹底調査!ど素人JK・JD8名収録（12月9日、S級素人）全8名
- ち○ぽ洗い屋のお仕事 15（12月22日、SODクリエイト）全11名

- SODファン大感謝祭 幸せを掴めない素人男性救済バスツアー 超ド級の快楽に耐えてSEXを勝ち取れ!紗倉まな率いる凄テクチアガールズ6名とイキまくる人生最高の温泉旅行 紗倉まな・あおいれな・佳苗るか・なごみ・斉藤みゆ・篠田ゆう（1月19日、SODクリエイト）全6名
- 人妻たちのケツ穴丸見え雑巾がけ競争！！5（1月25日、はじめ企画）全6名
- アジア古式マッサージ店盗撮 91 星川ういか・篠田ゆう ほか（1月27日、ゴーゴーズ）全3名
- 完全着衣の美学 胸・尻が密着するマキシワンピに発情しちゃった俺 二宮ナナ・浜崎真緒・篠田ゆう（2月2日、アキノリ）全3名
- 真正レズビアン 優木涼香 AV debut 優木涼香・神納花・春原未来・篠田ゆう（2月2日、SODクリエイト）全4名
- 射精我慢! 一流AV女優達による魅惑の凄技に我慢できたらご褒美SEX!!夢の特訓場 おチ○ポ強化虎の穴 一流女優10名出演 8SEX 16発射!（2月2日、SODクリエイト）全10名
- 受付嬢in… (脅迫スイートルーム) 篠田ゆう（2月3日、ワープエンタテインメント）
- 極アナル 地獄中出し 篠田ゆう（2月10日、REAL）
- マイクロビキニでドキッ!巨乳20人!水泳大会2016 No,1セールス記念完全版 浜崎真緒・篠田ゆう・江上しほ・若槻みづな・あやね遥菜・澁谷果歩・水野朝陽・松本メイ・西条沙羅・本真ゆり・塚田詩織・青葉優香・逢沢るる・福咲れん・小西みか・可愛まゆ・綾波まこ・横山夏希・真木今日子・NOA 司会:倖田李梨（2月16日、ROCKET）全20名
- 家事代行おばさんのピタパン尻に我慢できずにバックからねじ込むデカチン即ハメ！2 「旦那がいるから…」断られても強引にイカせるイケメンの高速ピストン口説きSEXを完全収録!!魅惑の若チ○ポに心奪われたデカ尻妻が旦那では味わえない連続絶頂合計42回！ 篠田ゆう・花咲いあん（2月19日、ディープス）全10名
- 突然やってきた営業レディは媚薬を飲むと、黒パンストを擦りつけながら淫らに股間を滴らせ、カニバサミで中出しを求めた！ 3（3月10日、V＆R PRODUCE）全4名
- SNSで募集したスタイルバツグン若奥様にデカチン鑑賞してもらうはずが我慢できずに生挿入！しかも中出し！！ 2 篠田ゆう（3月21日、オーキッド）
- ヒロイン救出 二人戦隊 ジャスティーツー 篠田ゆう（3月24日、GIGA）
- 1人カラオケ店の個室で痙攣絶頂して何度もイキ果てる丸の内OLオナニー盗撮 2（4月1日、変態紳士倶楽部）全7名
- 124分間ノンストップ撮影、ノーカット編集で中出し25連発に長時間お掃除フェラとぶっかけ18連発!! 篠田ゆう（4月7日、FSナイツビジュアル）
- ミス・ユニバース 6th ～裏切りの新装備～ 篠田ゆう（4月14日、GIGA）
- 焦らし好きな友達の姉に乳首を責められながらの“スパイダー騎乗位”で生ハメされ我慢できず中出し!! 2 希咲あや・成海夏季・篠田ゆう（4月20日、ナチュラルハイ）全3名
- 夜這いされ喘ぎ声を我慢しながら旦那の横で中出しまでされる人妻19人BEST vol.1（4月20日、グローリークエスト）全19名
- レズビアンに染められた新入社員 竹内真琴・相原翼・篠田ゆう（4月25日、ビビアン）全3名
- 夫の会社の同僚に背後から犯され続けた桃尻妻 篠田ゆう（4月28日、人妻花園劇場）
- 美神尻エクストリーム 篠田ゆう（4月28日、REAL）
- マジックミラー号 心優しい子持ちのママがデカチンで妻に挿入を許してもらえない男性に素股奉仕 産後で感度が上がったマ○コは我慢できず、不倫挿入真正中出し！ 3（5月3日、SODクリエイト）全4名
- ゴミ捨て場のノーブラ奥さん9人 近所とはいえ下着も付けずに出歩くのは欲求不満な証拠！汚いゴミ捨て場で犯されて興奮しちゃう変態人妻（5月7日、かぐや姫Pt）全9名
- 引越しの手伝いにやってきた姉のハミ尻ホットパンツに欲情! 食い込むデカ尻を目の前にした弟は興奮し過ぎて思わずバック挿入! 激しいピストンで尻肉波打たせながら何度も絶頂!（5月12日、V&R PRODUCE）全4名
- 身も心も満たす情熱的SEX KIRAY Collection 08（5月13日、S-Cute）全4名
- SODファン大感謝祭×真正中出し 射精無制限 ぜつりんバスツアー (※素人男性18名参加) あべみかこ・栄川乃亜・大槻ひびき・小谷みのり・宮崎あや・松本メイ・なつめ愛莉・涼海みさ・篠田ゆう・向井藍（5月18日、SODクリエイト）全10名
- 「『お隣さんのセックスが丸見えなんですって?』童貞の僕の部屋に覗きにくるママ友たちの無防備パンチラを見て勃起したらヤられた VOL.1」吹石れな・かなで自由・羽生ありさ・篠田ゆう（5月18日、DANDY）全4名
- 採精クリニック 精液採取に苦戦していたら、まさかの看護師さんが笑顔で「お手伝いしましょうか?」と言ってきた!ズッポン吸引フェラ・ケツ顔騎スタンプ・唾液ダラダラ接吻、患者様のご要望にはできるだけお応えいたします…! 篠田ゆう・倉多まお・森はるら（5月18日、サディスティックヴィレッジ）全3名
- 友達のママのHな性教育 ボインの谷間に誘われてビンビンになってる僕のチ○コに大人のカラダたっぷり教えてもらいました 松本メイ・篠田ゆう ほか（5月18日、SWITCH）全3名
- 姉が我が家で開催した飲み会 まるごと全員に種配り 推川ゆうり・青葉優香・篠田ゆう・涼南佳奈・真島かおる・加藤あやの・竹内真琴・西崎さやか・星あんず（5月19日、ZUKKON/BAKKON）全9名
- 淫語痴女 篠田ゆう（5月19日、ドグマ）
- ぐやじぃ…！ でも…感じちゃう！ 人妻オマ○コおっぴろげ土下座謝罪 究極にスッキリ！ 歯を軋ませて悔しがる人妻にバックから挿入でイキまくりの寝取り中出し。 篠田ゆう・水澤りこ・本多由奈（5月25日、ビッグモーカル）全3名
- ノンストップ4Pレズビアン 波多野結衣・大槻ひびき・推川ゆうり・篠田ゆう（5月25日、セレブの友）全4名
- SODファン大感謝祭! まだまだ終わらない ぜつりんバスツアー 脱落した素人が人妻軍団に強制イカせ奉仕&本編出演超豪華女優の完全主観フェラ! (※素人男性18名参加) 佐々木あき・武藤あやか・前田可奈子・あべみかこ・栄川乃亜・大槻ひびき・小谷みのり・篠田ゆう・涼海みさ・なつめ愛莉・松本メイ・宮崎あや・向井藍・柳瀬久留美（6月1日、SODクリエイト）全14名
- 結婚直前の蜜月、毎晩旦那さんに愛されて最高感度になっている新妻 ブライダルエステで油断したところに美人エステティシャンにレズプレイ仕掛けられたら気持ち良すぎてマシンバイブもすんなり受け入れる 倉多まお・篠田ゆう・森はるら（6月1日、サディスティックヴィレッジ）全3名
- 全裸ナースハーレムスペシャル あべみかこ・篠田ゆう・羽月希・野々宮みさと（6月9日、BAZOOKA）全4名
- アナルまる見えアングルノーパン家事代行アルバイト 篠田ゆう（6月13日、ワンズファクトリー）
- クレーム対応で自宅まで謝罪に来たOLにノーパン土下座をさせたままアナル生中出し 江上しほ・水嶋アリス・篠田ゆう（6月15日、ナチュラルハイ）全3名
- 1泊2日10射精・筆おろしサービス付き「性交付き」温泉仲居のお仕事 美咲かんな・斉藤みゆ・篠田ゆう（6月15日、SODクリエイト）全3名
- 女性限定ビジネスホテル オナニー盗撮！！ 初流出裏映像！巨乳OL厳選10人4時間（6月25日、ビッグモーカル）全10名
- アナルとマ○コを両方突かれたら気持ち良すぎてバカになっちゃう軟体尻穴SEX 篠田ゆう（6月25日、セレブの友）
- 人気AV女優限定! 無礼講すぎる大乱交合コン 波多野結衣・大槻ひびき・推川ゆうり・篠田ゆう（6月25日、セレブの友）全4名
- マジックミラー号 「童貞くんのオナニーのお手伝いしてくれませんか…」 空港で声を掛けた心優しいCAが童貞くんを赤面筆おろし！ 9（7月6日、SODクリエイト）全5名
- HPを見ていたら、人妻添い寝リフレで働く妻のママ友を発見!店に行って「旦那さんには黙ってるから… 素股だけして」と脅迫!チ○ポ挿入 & 生中出し! 倉多まお・森はるら・篠田ゆう（7月6日、サディスティックヴィレッジ）全3名
- 女上司に飲み会に誘われ、酔って無防備になった胸チラやパンチラにビンビン!そんな新入社員の元気チ〇ポに興奮した先輩はギュっと握りしめてきて、みんなの目を盗んで店内でハメちゃいました。（7月6日、SWITCH）全5名
- 人妻エステレディの極上テクがエスカレートし過ぎて止まらない【エロ注意】自らチ○ポに跨り挿入して中出し発射を求めるセックスカタ～いおチ○チン、気持ちイイ？人妻絶頂回春（7月14日、ケイ・エム・プロデュース）全4名
- 地元プールの水泳教室の参加者は僕1人だけ…。競泳水着のハミ乳ハミ尻のインストラクターのマンツーマン指導で大興奮！水着ズラしてヌルッとチ○コ挿入したら膝ガクしまくりながらイキ乱れた！ 2（7月14日、	V＆R PRODUCE）全4名
- MASOTRONIX 篠田ゆう・あやね遥菜（7月15日、MAD）
- 奴隷市場 家畜の縄宴 篠田ゆう・小谷みのり・真島かおる（7月19日、バミューダ）全3名
- 出張メンズエステ盗撮 人妻エステティシャンに中出ししちゃいました。揉み方がエロいからチ○ポがビンビンだよ！（7月25日、ビッグモーカル）全5名
- 「セフレにしてください…。」天然Gカップ巨乳妻をナンパ性交 ゆう（7月25日、ビッグモーカル）全5名
- 寸止めレズ痴漢 4 真夏の増量版 敏感なクリ弄りと乳首責めで焦らされ発情する女子高生（8月10日、ナチュラルハイ）全6名
- 新居の内見中に不動産屋の男に媚薬を盛られてしまった人妻は夫の側で発情し中出しされる！ 佳苗るか・篠田ゆう・福咲れん（8月10日、プレステージ）全3名
- 兄嫁のけつだけ見てるニートです 篠田ゆう（8月13日、MARX）
- 母親と息子が水中でこっそり近親相姦ゲーム 篠田ゆう・西園さくや・児玉るみ みおり舞:司会（8月24日、ROCKET）全3名
- SODファン感謝祭! 女のいなかった学生時代を吹っ飛ばせ! JK・女教師・バスガイドといく! 乱交付き! オトナの修学旅行バスツアー (※素人男性13名参加) 浜崎真緒・篠田ゆう・上原花恋・小西悠・星あんず（8月24日、SODクリエイト）全5名
- マジックミラー号 子供が欲しい人妻限定「産後は母乳で育てたい」妊活中の若妻がスペンス乳腺オイルマッサージ体験！ 感度が上がったビン勃ち乳首は真正中出しのOKサイン！（8月24日、SODクリエイト）全4名
- ボクの事を昔イジメていたヤンキー娘が美人妻になって健全なマッサージ店で性的サービスをしている情報を入手、それをネタに復讐ついでに中出しまでした件。5 篠田ゆう・宮下華奈・中里美穂（9月1日、変態紳士倶楽部）全3名
- 下半身タッチNGのセクキャバで体験入店の女子ばかりを言葉巧みにオトし本番中出しする悪徳客の実態を捉えた！ 霧島さくら・篠田ゆう・大石香織　ほか（9月1日、変態紳士倶楽部）
- 雨に打たれながら痴漢師に乳首をいじられ続けS字反りイキする敏感巨乳女 倉多まお・篠田ゆう・霧島さくら（9月7日、ナチュラルハイ）全3名
- 「常に性交」ビキニマッサージ 6（9月7日、SODクリエイト）全4名
- マジックミラー号 デカ尻タイトスカートOL 着衣ストレッチ体験!施術で緩くなったマ○コに真正中出しすれば膣内精子逆流!豊満尻マ○コから特濃ザーメンが溢れ出す!!（9月7日、SODクリエイト）全4名
- エロすぎる監獄美女たちが誘惑中出しSEXで脱獄した件 花咲いあん・五十嵐星蘭・篠田ゆう・早川瑞希（9月8日、BAZOOKA）全4名
- ハーレム婚で5人の美人妻と結婚し、毎日日替わり子作りSEX 蓮実クレア・篠田ゆう・桐嶋りの・宮崎あや・小谷みのり（9月8日、BAZOOKA）全5名
- 通勤バスはギュウギュウの満員で目の前には黒パンストのOLだらけ!どうしようもなく興奮しちゃった僕は生チ〇コ擦りつけたら握り返してきた 9 推川ゆうり・篠田ゆう・乃木ちはる ほか（9月21日、SWITCH）
- 近親相姦～【不言】隣にお父さんがいるのよ～ 篠田ゆう（9月22日、なでしこ）
- 本格サイコサスペンスAV 暴力夫と不幸な妻 篠田ゆう（9月25日、MAX-A）
- 女同士のレズビアン姉貞愛 桐嶋りの・篠田ゆう（9月25日、セレブの友）
- 五反田勃起中毒 2 ～M男くん大好きなお姉さんたちだけが在籍するお店 篠田ゆう（9月25日、アロマ企画）
- 酔った義母が発情し、親父と間違え美尻で誘惑されて 生中出ししちゃった僕。篠田ゆう（10月1日、ABC）
- 無意識に男の視線を集めてしまう魔性のデカ尻 篠田ゆう（10月1日、MARRION）
- 「『挿れたのに何で動かしてくれないの？』ハメっ放しで焦らされ感度があがった看護師が…膣内をかき回す『の』の字ピストンで乱れイキ！」VOL.1（10月5日、DANDY）全4名
- 兄嫁「絶対挿れちゃ駄目よ!」無許可で先っぽだけ挿れるつもりが予想外のヌレヌレマ○コにスルッと生挿入!火がついちゃったお義姉さんと何度も生中出しセックス!（10月5日、AKNR）全4名
- 痴漢‘M’覚醒 レズVer.（10月5日、ナチュラルハイ）全6名
- ハイドロシスターズ 05 篠田ゆう・有馬優羽（10月6日、RISING）
- NTR 元カレに寝取られた同窓会 篠田ゆう（10月7日、BeFree）
- 「ねぇ、一緒にオナニーしよ？」ぱっくりオマ●コぐちゅズボッ自撮りオナニーS級素人4時間17名収録!!（10月13日、S級素人）全17名
- AJOI 究極の完全主観オナニーサポート! エロポーズでま○こと尻穴を惜しみ無く広げ見せつけ挑発してくるDVD 2（10月13日、アロマ企画）全5名
- 美味しそうなハメ腰・美尻の女をガン突きしちゃった俺 心花ゆら・明海こう・篠田ゆう（10月19日、AKNR）全3名
- スローなハンドテクでもの凄い射精、フル勃起エステサロン 篠田ゆう（10月25日、MOODYZ）
- レイプ拷問 姦犯 篠田ゆう・二宮和香・森沢かな（10月27日、レアルワークス）全3名
- 巨乳チクピストによる乳首性感いじり専門 「常にふたりで」乳首責めメンズエステ（11月2日、SODクリエイト）全5名
- 入院中の性処理を母親には頼めないからお見舞いに來た叔母にお願いしたら優しい騎乗位でこっそりぬいてくれた 15 中出しスペシャル（11月2日、ナチュラルハイ）全5名
- （裏）手コキクリニック ～完全版～巨熟尻性交クリニック（11月2日、SODクリエイト）全4名
- 美少女過ぎる女子校生100人に生姦射精8時間BEST（11月10日、宇宙企画）全100名
- リアルガチ 激写ドキュメント! 篠田ゆうのプライベートを追跡盗撮 イケメン君とのすべてをAVで暴く!（11月13日、MARX）
- これマジ!?女体に【憑依】できる男は実在した! 2 「女子○生・OL・人妻・教師・巨乳… 総勢10名！乗っ取った女の体を好き放題むさぼり犯す、自撮り憑依オナニー映像」（11月16日、SODクリエイト）全10名
- SODファン大感謝祭！1日限りの限定オープン！総発射数36発！Fカップ以上の巨乳女優が集まる本番も出来るおっぱいパブ（素人男性30名参加） 尾上若葉・君島みお・篠田ゆう・羽生ありさ・蓮実クレア・真木今日子・なごみ（11月16日、SODクリエイト）全7名
- 可愛い女子社員と相部屋宿泊 スーツを脱いだら綺麗なおっぱい! 締まったくびれ! プリプリのお尻! 無防備に寝ている女と密室に二人きりで股間の疼きが止まらない! 2 小川桃果・大槻ひびき・篠田ゆう（11月16日、AKNR）全3名
- ド横からイラマチオ 〜必死で頬を凹ます悩ましい横顔、生々しい喉奥までの出し入れに糸引き煌くえずき汁。90°見方を変えた新しい世界〜（11月17日、SEX Agent）全7名
- 手マ●コに腰振り射精 〜手が創り出した穴は締まりも自在な究極名器で男は突っ込まずにはいられない〜（11月17日、SEX Agent）全8名
- クレイジーロープ 黒マラと縄女 篠田ゆう（11月19日、バミューダ）
- あなた、許して…。-再会は淫らな嘘に濡れて- 2 篠田ゆう（11月25日、アタッカーズ）
- デカ尻見せつけ!!ピストン騎乗位 2（12月1日、ワンズファクトリー）全37名
- 一般男女モニタリングAV 終電間際の社会人男女に突撃交渉！人妻OLは後輩男子社員とラブホテルで2人っきりになったら旦那を忘れて1発10万円の連続射精セックスしてしまうのか！？ 2 4組合計中出し13発！（12月7日、ディープス）全4名
- 「お父さんがダメなら僕がヤル！」不妊治療中のタイトスカート穿いたデカ尻義母に息子が「弟が欲しい…」と懇願！種無し父の変わりに息子がまさかの生チ○ポ挿入！いつでも妊娠可能な超安産型巨尻を波打たせる力任せの鬼突きピストンで着床するまで何度も中出し！（12月8日、V＆R PRODUCE）全4名
- 篠田ゆうと成海さやかのウォーターポロシスターズ 5 篠田ゆう・成海さやか（12月15日、A-style）
- ナチュラルハイ年末スペシャル 再会中出し痴漢3 完全撮り下ろし2枚組8時間 特大号！！（12月21日、ナチュラルハイ）全5名
- 黒人チ○ポでイっても止めずに松葉くずしでロックされ抜かずの奥突きピストンで何度も仰け反りイキする人妻 篠田ゆう・児玉るみ・二宮和香（12月21日、ナチュラルハイ）全3名
- BAZOOKA人気シリーズ完全網羅BEST!!8時間スペシャル（12月22日、BAZOOKA）多数出演
- 篠田ゆうと里美まゆのスクールメイツ! 篠田ゆう・里美まゆ（12月29日、A-style）

- 近所の団地妻に勃起薬を飲まされて、いきなりしゃぶられて発射させられて、中出しで筆おろしまでされてしまった僕。6 佐々木あき・篠田ゆう（1月1日、LEO）
- 凄い射精へ誘うケツ穴見せつけド迫力デカ尻オイルエステ 篠田ゆう（1月7日、痴女ヘブン）
- お色気P○A会長と悪ガキ生徒会 篠田ゆう（1月18日、グローリークエスト）
- しょー太を拐って密室に監禁 前田可奈子・篠田ゆう（1月25日、F&A）※オムニバス作品
- ち○ぽ洗い屋のお仕事 17（1月25日、SODクリエイト）全11名
- (株) 腿コキ商事 大槻ひびき・佳苗るか・桐嶋りの・篠田ゆう・波多野結衣（2月1日、MOODYZ）全5名
- ゲスの極み映像 イケメン連れ込み3人目 篠田ゆう（2月2日、フルセイル）
- 突然できた義理のお姉ちゃん達はボインでヤリマン! 父子家庭で育ち女子免疫のない僕にボインとデカ尻見せつけてくるから鼻血ブー! 義姉たちも思春期チ○ポとヤリたくてたまんないから家族全員性欲全開。みんなの目を盗んでヤリまくりですわ。君島みお・篠田ゆう・水城奈緒（2月8日、SWITCH）全3名
- 妻の友人に浴室で密着されすぎて、息も出来ない…。篠田ゆう・前田可奈子・涼南佳奈・愛花みちる（2月8日、F&A）全4名
- マルクス2017年下半期スーパーBEST8時間収録!!（2月13日、MARX）多数出演
- 禁断レズ 女に堕ちた人妻たち…　夫は知らない女同士で愛し合う平日の午後（2月15日、LOTUS）全14名
- 社員旅行NTR～婚約者を狙う同僚との浮気中出し映像～ 篠田ゆう（2月19日、PREMIUM）
- マジックミラー号 乳首の色が気になる美意識高い産後セレブ奥様が乳輪色を綺麗にするクリームを塗りこまれ乳首イキ！10人中10本番！in白金（2月22日、SODクリエイト）全10名
- 媚縛潜入捜査官 05（2月23日、レアルワークス）全4名
- 股間陰毛大図鑑 1 篠田ゆう・瀬奈涼（3月5日、実録出版）
- 従順アナルメイドコレクション 桜咲姫莉・篠田ゆう（3月7日、えむっ娘ラボ）
- 精液採取専門 爆吸引・丸呑み のどじゃくり病棟 VER4.0.0（3月8日、SODクリエイト）全9名
- 人妻淫浴旅情（3月9日、新世紀文藝社）全7名
- 駿○台にある悪徳整骨院の医院長が逮捕覚悟で撮影した女教師たちの痴態が流出！！ FILE02（3月13日、EROTICA）全4名
- 待ちきれなくて 篠田ゆう（3月23日、NAGIRA）
- ラブラブ痴女 閉じ込め淫語で限界がまん 篠田ゆう（3月25日、煩悩組）
- 不意打ちイラマで喉奥を犯される快感に即堕ち&イキ漏らす発情女子大生 安西ひかり・水川かずは・篠田ゆう（3月30日、DOC）全3名
- 篠田ゆう BEST 魅力を引き出す様々な性交集（4月1日、TEPPAN）※単体ベスト
- 欲求不満な名門女子大生が気弱なクラスメートを媚薬痴漢 強烈発情したJD2人組と悶絶痙攣レズ逆3P（4月6日、DOC）全4名
- 向かいの部屋の巨乳美女をこっそり覗いていると視線に気付かれ逆に自慢のデカパイを見せつけるかのように僕を誘惑し始め…（4月6日、DOC）全4名
- 大手航空会社勤務の憧れの美脚キャビンアテンダント限定！「固定バイブモデル」に挑戦！制服撮影会でカメラに向かってハレンチなポーズを要求され濡れだした黒パンスト直履きおま○こにうねりの止まらないバイブを挿入！美貌・知性・品格溢れるCAが大勢の男性の前に放置され感じても動けない状況なのに我慢できず痙攣イキが止まらない！激イキ合計109回（4月7日、ディープス）全4名
- 篠田ゆうの凄テクを我慢できれば生☆中出しSEX!（4月7日、ワンズファクトリー）
- 男では味わえない快感に目覚め激しくイキまくる絶頂44回!! 痴女テクに溺れるレズビアン調教 西宮このみ・篠田ゆう・大槻ひびき（4月7日、ビビアン）全3名
- デカ尻マニアックスBEST8時間 vol.4（4月7日、ワンズファクトリー）全6名
- 部下を性教育する女上司のバックで強制誘惑中出し! 篠田ゆう（4月13日、Befree）
- 非日常的ワイセツ妄想 お隣のFカップ人妻はご奉仕好きのどスケベM女 篠田ゆう（4月19日、ドグマ）
- アナル丸見えデカ尻で亀頭グリグリ淫語たっぷりの焦らしスローピストン 篠田ゆう（4月25日、痴女ヘブン）
- スクワットトレーニング中の尻に興奮した弟の玩具責めに踏ん張って耐えるがチ○ポを突っ込まれた瞬間ヘドバンイキしまくる姉 杏璃さや・篠田ゆう ほか（4月26日、ナチュラルハイ）全3名
- SODファン大感謝祭! 賞金目指して素人男性のチ○コをヌイてヌイてヌキまくれ! 総発射数31発! 男も女も裸でぬるぬる密着淫乱ローション相撲 あおいれな・妃月るい・あべみかこ・篠田ゆう・なごみ（4月26日、SODクリエイト）全5名
- 夫婦崩壊NTR「悪女と淫女」嫁と元カノ… 浮気、寝取り、裏切りの果て 篠田ゆう・香椎りあ（4月26日、h.m.p DORAMA）
- DQNに襲われアナル丸見えの四つん這いで女教師を痙攣レ×プ 篠田ゆう（5月1日、MOODYZ）
- 常にアナルヒクヒク性交 篠田ゆう（5月1日、ワンズファクトリー）
- 挑発面接室 篠田ゆう（5月4日、ワープエンタテインメント）
- 新 奴隷捜査官 4  篠田ゆう・椎名そら・持田茜（5月7日、アタッカーズ）全3名
- 心優しい女先輩と社会人になっても未だ童貞の後輩社員が全21体位の中出しコンプリートミッションに挑戦！ 2（5月7日、ディープス）全4名
- ヤリマン女子社員に狙われた僕！2 あの手この手でギン勃ちさせられ、机の下でくわえこんで放さない。社内で即ハメを求めてこられ僕は先輩女子社員の性奴隷にされちゃった 篠田ゆう・君島みお・青葉優香（5月10日、SWITCH）全3名
- 胸糞注意 僕の妻が巨根に寝取られた件 篠田ゆう（5月10日、センタービレッジ）
- 透明人間になって妻の不倫現場に潜入し至近距離で鬱勃起した僕。篠田ゆう（5月13日、MOODYZ）
- 桃尻密着ご奉仕メイド 篠田ゆう（6月1日、MOODYZ）
- 「『私の胸のせいで集中できなくてゴメンね』 受験生を勃起させた巨乳おばさん家庭教師はヤらずには勉強を進められない」VOL.2 篠田ゆう・澁谷果歩・宮川ありさ（6月7日、DANDY）全3名
- 拷問無残 4 篠田ゆう（6月7日、アタッカーズ）
- 中出しお義姉さんの誘惑 ～義弟の想いに巨尻がときめいて～ 篠田ゆう（6月7日、PREMIUM）
- 妻の友人が水着モデルを始めました!! 篠田ゆう・小谷みのり・石川祐奈・NOA（6月7日、F&A）全4名
- 見知らぬ女性と浴室で二人きり。さてどうしたものか… 篠田ゆう・小谷みのり（6月7日、F&A）※オムニバス作品
- 友情素股 こすこすだけならしぶしぶOK（6月13日、MOODYZ）全4名
- スペンス乳腺開発クリニック 篠田ゆう（6月19日、OPPAI）
- 本屋で勉強漬けの男子学生にエロ本見せつけたイケない人妻 6 狭い店内で尻に擦りつけビン勃ちになった未経験チ○コに店員や他の客にバレないように大人の女のカラダたっぷり教えこみました 篠田ゆう・花咲いあん・美泉咲（6月21日、SWITCH）全3名
- むっちりヒップを魅せつけながら僕を誘惑してくる尻ブラ奥さん 篠田ゆう（6月25日、マドンナ）
- クリトリスを刺激されっ放しでぶっ壊れる痙攣性交 篠田ゆう（7月1日、Fitch）
- 聖水痴女ハーレム 佐々木あき・篠田ゆう（7月1日、MOODYZ）
- 父と娘の近親セックス 酒癖が悪く、親離れも出来ない私はいつもお父さんに迷惑を掛けています。そんなだからあの日も…。 篠田ゆう（7月1日、プラネットプラス）
- あなた好みになりたくて 篠田ゆう（7月7日、アタッカーズ）
- another side 星空もあ・篠田ゆう（7月12日、SILK LABO）
- 超高級中出し専門ソープ 篠田ゆう（7月13日、MOODYZ）
- 死んだ親父の遺品から出てきた妻との10年分の寝取られ種付けビデオ 篠田ゆう（7月13日、溜池ゴロー）
- 彼女のお姉さんは巨乳と中出しOKで僕を誘惑 篠田ゆう（7月19日、OPPAI）
- W尻アナル丸見せ逆3P杭打ち中出し 篠田ゆう・佐々波綾（7月25日、痴女ヘブン）
- SODロマンス 痴漢学園 ～高い理想で臨んだ教職だったが、権力に屈し被虐の悦びに堕ち、生徒に跨り自ら腰を打ちつける女教師ゆう～ 篠田ゆう（7月26日、SODクリエイト）
- 僕のねとられ話しを聞いてほしい 水道配管の修理業者に水漏れダダ漏れ大洪水にされてずぶ濡れの濡れ濡れで寝盗られた妻 篠田ゆう（8月7日、JET映像）
- Madonna & 特選小説 奇跡のコラボ!! 名作官能小説が実写化!! 原作 官能小説界の巨匠!! 霧原一輝 神山家の嫁 篠田ゆう（8月7日、マドンナ）
- アナル丸見えノーパン女教師 誘惑バック中出し編 篠田ゆう（8月7日、PREMIUM）
- 兄嫁レイプ 引きこもりの支配者 篠田ゆう（8月7日、アタッカーズ）
- 篠田ゆうベスト4時間 日本一のクビレ、男殺しの尻を持つ軟体エビ反りスペシャル（8月7日、桃太郎映像出版）※単体ベスト
- タイガー小堺監督の人気AV女優人生相談 Vol.1 AV女優の素の顔を見てみませんか?（8月9日、SODクリエイト）全9名
- 結婚式帰りの浮かれ気分素人ナンパ（8月10日、S級素人）全4名
- イボイボち○ぽタイムストップ 篠田ゆう（8月13日、MOODYZ）
- ママシ●タ実話 篠田ゆう（8月16日、グローリークエスト）
- 初パイパン世界で一番エロく見える篠田ゆうの生々しいフェラチオと気持ち良すぎるSEX（8月19日、ROOKIE）
- はだかの奥様 篠田ゆう（8月19日、KSB企画/エマニエル）
- 接吻乳首責めレズビアン ～先輩家政婦の卑猥なレズキスニップル調教～ 神谷充希・篠田ゆう（9月1日、Fitch）
- 揉みしだきたい巨乳ニットの女たち 篠田ゆう・瀬戸すみれ・持田栞里（9月6日、AKNR）全3名
- CA飛行機痴漢 4 豪華版 中出しスペシャル（9月6日、ナチュラルハイ）全4名
- 透けピタパンツで誘惑する中出し家政婦 篠田ゆう（9月7日、BeFree）
- 奴隷色のステージ 41 篠田ゆう・持田茜（9月7日、アタッカーズ）
- アルバイトのクソガキに妻を寝取られた… 2 篠田ゆう（9月13日、MOODYZ）
- 今日は孕むまでナカに出して… 篠田ゆう（9月13日、溜池ゴロー）
- 夫婦で挑戦! 夫が篠田ゆうの凄テクを20分我慢できたら賞金! 2回イカされちゃったら妻が寝取られ中出しSEX!（9月13日、はじめ企画）全4名
- 夫の知らない淫らな愛妻 テニスサークルのコーチを連れ込んでヤリまくっているようなんです…。篠田ゆう（9月13日、アクアモール/HERO）
- 絶対にヤれる本番交渉術！人妻回春マッサージ（9月14日、スクープ）全4名
- 乳首責めっ放し人妻レズエステ 新性感開発オイルサロン（9月15日、ピーターズ）全4名
- 極上美人妻 8時間BEST 第9章（9月15日、ビッグモーカル）全28名
- 絶対領域痴女ハーレム 美脚に挟まれ身動きできず中出ししちゃう!! 大槻ひびき・篠田ゆう・武田真・波多野結衣（9月25日、痴女ヘブン）全4名
- キミも今日からデカ尻お姉さんの聖水便器 篠田ゆう（9月25日、痴女ヘブン）
- すんごい乳首責めで中出しを誘う連続膣搾り痴女お姉さん 篠田ゆう（9月25日、本中）
- 五反田勃起中毒 2 ～M男くん大好きなお姉さんたちだけが在籍するお店 篠田ゆう（9月25日、アロマ企画）
- オナニー出来ない僕を義姉がねっとり腰振り優しい騎乗位 篠田ゆう（10月1日、ワンズファクトリー）
- 一般男女モニタリングAV マジックミラーの向こうには自慢の妻！旦那の寝取られ願望実現企画！（10月7日、ディープス）全4名
- 健全マッサージ練習のはずがささやき淫語で犯されたボク (弟)…。篠田ゆう（10月7日、PREMIUM）
- 子宮突き専用‘側位’激ピストンで隣に住むデカチン男に失神イキさせられた人妻 篠田ゆう・松岡香純・松下美織（10月11日、ナチュラルハイ）全3名
- ASMR淫語病棟24時（10月11日、SODクリエイト）全6名
- 欲求不満な団地妻と孕ませオヤジの汗だく濃厚中出し不倫 篠田ゆう（10月13日、溜池ゴロー）
- 「あっ! ナマで入っちゃった!」オイル素股でマ○コにチ○ポを擦りつけてたら気持ち良すぎてヌルッと生挿入!!中出しSEXまでヤッちゃったデリヘル嬢たち 3（10月18日、グローリークエスト）全5名
- 嫁とのSEXを覗いてた女が興奮を抑えきれず俺のチ○ポを求めだす!（10月25日、AKNR）全4名
- ぷるぷるデカ尻洗いが人気の銭湯のお姉さん 篠田ゆう（10月25日、痴女ヘブン）
- 人妻かおりさんの極上むさぼりセックス 篠田ゆう（11月1日、MOODYZ）
- 愛撫マスターが全員集合! 篠田ゆうがガチでイキ狂う177分ノンストップ究極クンニ責め（11月1日、Fitch）
- 妻が他人に抱かれてる…。 ～ねとりネトラレ寝取らせて～ 篠田ゆう（11月7日、マドンナ）
- お口にそのままアッツアツの精子全部ちょうだい 口内射精フェラチオ8時間BEST（11月7日、BeFree）全35名
- 大好きな弟の精子をこっそり塗りたくるオナニーだけじゃ満足できず無理やり押さえつけ宝船プレスで中出しをせがむ姉 篠田ゆう・羽生ありさ・皆野あい（11月8日、ナチュラルハイ）全3名
- 見つめながらシコシコシコ 手コキ天使 恥ずかしいけどガン見しちゃうのが素人女子！！（11月10日、ホットエンターテイメント）全20名
- アナルまる見えデカ尻お姉さんに媚薬バイブ固定!!イキ堕ちするまで放置アクメ 篠田ゆう（11月13日、MOODYZ）
- 女教師NTR 学年主任の妻が教頭先生と修学旅行の下見へ行ったきり… 篠田ゆう（11月13日、溜池ゴロー）
- デカ尻パンチラ挑発 篠田ゆう・玉木くるみ・はるかみらい（11月15日、グローリークエスト）
- 新・世界一早漏男×篠田ゆうの金玉がスッカラカンになるまで発射し続ける連続ぶっかけ＆大量中出しSEX（11月19日、ROOKIE）
- 寝取られ社員旅行 女上司と一発ヤリたがる部下達にどんどん飲まされ泥酔した妻 僕とビデオ通話してる最中に中出しされていたなんて… 篠田ゆう（11月19日、ミセスの素顔/エマニエル）
- 不倫中で嫌がる妻にねっちょりバック中出し 篠田ゆう（11月25日、本中）
- 悶絶クンニMANIAX 篠田ゆう（12月1日、ワンズファクトリー）
- ボクに淡い恋心を抱いていたらしい幼なじみが風俗通いを知って激怒。 「そんなにフェラが好きなら私がイヤってほどしてあげる!」とイってもイっても24時間しゃぶられ続けたボク…。篠田ゆう（12月7日、PREMIUM）
- 麗しの美尻パンストBEST8時間（12月7日、BeFree）全3名
- 童貞を卒業しに行ったソープで出会った年上のお姉さんとおれのどエロすぎて切ない初恋 篠田ゆう（12月13日、MOODYZ）
- 気高き最強の女捜査官たち…が、ぶるんと尻丸出しで拘束されて責められてアナルをヒクつかせながら無様にイキ果てた結果（12月13日、MOODYZ）全4名
- 篠田ゆう全12作品8時間BEST（12月13日、MOODYZ）※単体ベスト
- 美人若妻媚薬拘束潮吹きイカセ 篠田ゆう（12月14日、レアルワークス）
- 欲求不満な人妻が逆時間停止! 旦那の同僚と浮気中出しヤリたい放題!! 篠田ゆう（12月15日、ピーターズMAX）
- 巨乳女教師の誘惑 篠田ゆう（12月19日、OPPAI）
- 適齢期を迎え週3で子作りに励むせがれ夫婦のいとなみ 超陰湿義父目線ドラマ 篠田ゆう（12月25日、AVS Collector'S）
- 絶倫義父と嫁の桃尻 篠田ゆう（12月28日、人妻花園劇場）

- 「もう射精してるってばぁ」メンズエステ連続射精・追撃男潮!!汁搾り出し絶頂コース 篠田ゆう（1月1日、MOODYZ）
- 高飛車女社長が尻肉ひん剥き失禁謝罪 ～利尿剤を飲まされ羞恥のオシッコ調教～ 篠田ゆう（1月1日、Fitch）
- 囮捜査官ユウ -ヤリサー潜入中出し編- 篠田ゆう（1月7日、PREMIUM）
- 殿堂!スーパーアイドル4時間 篠田ゆう 2（1月11日、Million）※単体ベスト
- 過激なナースだらけで患者が退院したがらない人気病院に入院した僕のハレンチ入院生活 2 三田杏・篠田ゆう・森はるら・森下美怜（1月11日、BAZOOKA）全4名
- 本番なしのマットヘルスに行って出てきたのは隣家の高慢な美人妻。弱みを握った僕は本番も中出しも強要!店外でも言いなりの性奴隷にした 篠田ゆう（1月13日、溜池ゴロー）
- 高飛車ぷりけつOLに肉体派のガチムチ汗臭宅配業者が玄関先で白目剥くまで無限イカセでエビ反り絶頂びくんびくんっ! 篠田ゆう（1月13日、AVS Collector'S）
- 新しいママがブラジャーを着けてなくてあまりに無防備だから、実は内緒でめちゃくちゃセックスしちゃってます… 篠田ゆう（1月17日、グローリークエスト）
- 彼女のお姉さんは巨乳と中出しOKで僕を誘惑 8タイトル大ボリューム8時間BEST vol.4（1月19日、OPPAI）全8名
- 朝がくるまで射精させる種搾りプレス 篠田ゆう（1月25日、痴女ヘブン）
- 運転代行NTR 加藤あやの・篠田ゆう（1月25日、人妻花園劇場）
- すんごい乳首責めで中出しを誘う膣搾り痴女お姉さんシリーズ全8タイトル丸ごと全部入り8時間BEST vol.2（1月25日、本中）全8名
- ヤリマンワゴンが行く!! ハプニング ア ゴーゴー!! 篠田ゆうとリズの珍道中（2月1日、桃太郎映像出版）※「AV OPEN 2018」企画部門 エントリー作品
- 痴女テク風俗マニアックス イっても終わらない追撃射精フルコース 篠田ゆう（2月1日、MOODYZ）
- 消臭スプレー媚薬混入イタズラ発生!うるさい姉達が肉食ビッチに大変身! 手下の弟のチ●ポを泣いて求めるむさぼりSEX 篠田ゆう・鈴木さとみ（2月1日、Fitch）
- JOI淫語痴女株式会社（2月8日、BAZOOKA）全4名
- あなた見ないで 〜牢獄の中の性玩具～ 篠田ゆう（2月8日、NAGIRA）
- 子供が欲しいデカ乳嫁が旦那とのSEXレス解消のためにソープマット購入！マイクロビキニ姿で待ち構え玄関開けるとまさかの旦那の父が！憧れの巨乳嫁にヌルヌルローションで揉み心地のいいおっぱいを堪能するとフル勃起！肌が触れ合う素股までのつもりがヌルっと生挿入！ 4 宝田もなみ・篠田ゆう・羽生アリサ（2月8日、V＆R PRODUCE）全3名
- 今日はお前らの乳首イジり倒してやるからな!!こねくり痴女責めで悶絶! 寸止め! 常にギュ～ン性交 篠田ゆう・蓮実クレア（2月13日、MOODYZ）
- ECSTASY MASTER 究極のイカセ技マニアックス 篠田ゆう（2月13日、アイデアポケット）
- 隣人の文系人妻お姉さんが、周囲にバレないように僕にだけささやき淫語で不倫を毎日毎日迫ってくるので 真に受けた僕はこっそり追撃ピストン子作り生活 篠田ゆう（2月25日、本中）
- 土下座状態で身動きできない僕に足コキしてくる美脚お姉さま（2月25日、アロマ企画）全6名
- お尻の穴の収縮とシワの本数までバッチリ分かるアナルひくひくオナニー（2月25日、アロマ企画）全15名
- 催眠淫語カウンセラー 絶対拘束で自由を奪われ無理やり強制射精 篠田ゆう（3月1日、Fitch）
- 真面目に働くお姉さんほどHがお好き！強引におっぱいを揉みオマ○コを弄るとすぐにパンツにシミができちゃう 夢の生ハメ×中出しが簡単にできるんです！！（3月8日、スクープ）全4名
- 最愛の人が他の糞男にNTR8時間BEST（3月13日、MOODYZ）全14名
- 催眠洗脳された媚肉雌は嫌がりながらも淫乱ビッチになっていた AIKA・篠田ゆう（3月25日、ダスッ!）
- お姉さんの巨尻が猥褻過ぎて秒殺で悩殺!! 篠田ゆう（4月1日、MARRION）
- 昼下がりの団地妻たちは、敷地内ではブラを着けないから乳首スケスケ!! なるべく気にしないように目をそらしていたが、一度見てしまうと二度見するほど、まだ若くて綺麗なとなりの奥さんたちのノーブラスケスケ乳首はエロすぎる!! 5 松永さな・桐谷なお・篠田ゆう（4月5日、LEO）全3名
- 黒川すみれ レズ解禁! 憧れの君島みおと篠田ゆうでレズ解禁したい黒川すみれ 黒川すみれ・君島みお・篠田ゆう（4月7日、ビビアン）全3名
- 巨乳痴女医に犯される逆セクハラ健康診断（4月12日、	BAZOOKA）全4名
- 乳首イジりスパイダー騎乗位で連射中出し回春マッサージ 篠田ゆう（4月13日、MOODYZ）
- 地味そうに見えた隣家の文学系人妻がある日部屋を間違えオナニーをしている僕の部屋に入ってきた。 見た目とは裏腹に物凄い肉食でねっちょり僕を犯しまくる。篠田ゆう（4月13日、溜池ゴロー）
- 篠田ゆう 8時間BEST（4月13日、溜池ゴロー）
- 桃尻・デカ尻・淫乱尻の女たち（4月19日、ドグマ）全16名
- お義姉ちゃんのSEX練習に付き合っていたらまさかのゴム離脱!生チ○ポになった途端に仰け反り絶頂&騎乗位が加速で暴発中出し!! 篠田ゆう（4月25日、痴女ヘブン）
- 篠田ゆう、M男ペットを飼う。寸止め、焦らしの連続で30日間禁欲監視生活（4月25日、本中）
- 射精してもず～っと鼓膜を犯し続ける誘惑ささやき中年オヤジ狩り抜かずの密着プレスお姉さん 篠田ゆう（5月1日、MOODYZ）
- 男汁ぶっかけ痴漢バス 絶倫チ●ポ集団に狙われザーメン凌辱中出し輪姦レ×プ 篠田ゆう（5月1日、ワンズファクトリー）
- デカ尻グラマラス! 篠田ゆう ベスト8時間（5月1日、ワンズファクトリー）
- 性に無関心な姉にメイド服を着せたら発情痴女化!!ドピュドピュ連続射精させられたボク 篠田ゆう（5月13日、MOODYZ）
- お姉さん女優2人に開発されて… イクイク 初体験レズ解禁! 「もう男はいらない」女だけのセックス4本番 -新快感の絶頂- 渚ひかり・大槻ひびき・篠田ゆう（5月13日、アイデアポケット）全3名
- 超高級中出し専門ソープ 大ボリューム8タイトル 8時間BEST vol.3（5月13日、MOODYZ）全8名
- 「私、やっぱりお義父さんのことが好き…」 ご無沙汰デカ乳妻が旦那に隠れて義父と濃厚ベロキスしながら密着中出しSEX! 2 八乃つばさ・鈴木さとみ・篠田ゆう（5月17日、V&R PRODUCE）全3名
- 容赦無き調教奴隷イラマチオ5～ガバマン以上オナホ未満～（5月25日、SEX Agent）全8名
- 真逆痴女中出し ～オネダリと正反対をしてくる僕の小悪魔彼女～ 篠田ゆう（5月25日、本中）
- 催眠遊戯 篠田ゆう（5月25日、ヒプノシスRASH）
- エレベーターの故障で2人っきり… 汗だく密着性交 篠田ゆう（6月1日、MOODYZ）
- 抱かれたくない男に死にたくなるほどイカされて… 篠田ゆう（6月7日、マドンナ）
- 3日間だけの再会 ～10年ぶりに会った恋人と限られた刻の中で過ごす中出し性交の日々～ 篠田ゆう（6月7日、PREMIUM）
- ラッキーな胸チラを発見し、気づかれないように見てたけど、やっぱりバレてた?! 10 〜ヨガインストラクター編〜 水川スミレ・有坂深雪・篠田ゆう（6月7日、LEO）全3名 ※レンタル版は5月31日にリリース。
- 大嫌いな女上司とデリヘルで遭遇、即立場逆転! 時間＆発射無制限!膣内射精強要! 店でも会社でもイイナリ騎乗位ペットにした。篠田ゆう（6月13日、MOODYZ）
- 杭打ちピストン騎乗位で白く泡立った愛液まみれチ○ポをフェラしては再びマ○コに迎え入れるPtoMセックス 篠田ゆう（6月13日、アリスJAPAN）
- 夢のドライオーガズム開発! 乳首責めだけで何回もイッてみる? 篠田ゆう（6月25日、痴女ヘブン）
- 不倫をする勝負日にランジェリー姿で尻にクリーム塗ってる姿を旦那に目撃され、誘っていると勘違いされてそのまま激突き孕ませ中出し 篠田ゆう（6月25日、本中）
- デカ尻先生の問題が解けなかったら強制発射 またがり補習でどんどん成績が下がり続けるボク… 篠田ゆう（7月1日、MOODYZ）
- セクシー尻の隣人若妻にトゥワーク腰振りSEXで連続射精させられた1週間 篠田ゆう（7月1日、ワンズファクトリー）
- クリトリスを刺激されっ放しでぶっ壊れる痙攣性交BEST8時間（7月1日、Fitch）全10名
- 「ねぇ… 私のいやらしい声、聞いてるんでしょ?」 性欲を持て余してオナニーしまくる隣人女性が壁越しに語りかけてきた。篠田ゆう（7月13日、MOODYZ）
- 愛妻交換 幼馴染の妻と俺の妻を交換して中出ししまくった4日間の記録。篠田ゆう・黒川すみれ（7月13日、溜池ゴロー）
- 深田えいみが蛇舌フェラで舐め回し何度も篠田ゆうがデカ尻騎乗位で跨り美尻ピストンで枢木あおいが犯す逆4Pスペシャル 篠田ゆう・枢木あおい・深田えいみ（7月25日、痴女ヘブン）全3名
- 快感催眠術 全身に流れ始める快感のうねり全リアル中継 幻想ペニスエネルギー 篠田ゆう（7月26日、催眠RASH）
- 花嫁姿の妹のそばでこっそり新郎にまたがるデカ尻誘惑お姉さん 篠田ゆう（8月1日、MOODYZ）
- 「おばさんのカラダで勃起しちゃったの?」 2 挑発的すぎる豊満なカラダがたまらないドエロおばさんに主導権とムスコをにぎられ、なすがまま生でヌプッ!!たっぷたぷの中出し白濁オツユがお尻まで垂れちゃうからチ●ポはまだまだ抜かないでっ!!（8月2日、LEO）全6名 ※レンタル版は7月31日リリース。
- 篠田ゆうPREMIUM BEST8時間（8月7日、PREMIUM）※単体ベスト
- イク寸前までオナニーさせて挿れた瞬間絶頂しまくり性交 篠田ゆう（8月13日、MOODYZ）
- ミラクル乳首責め回春マッサージ 絶対連射させちゃうビーチク＆チ○ポW刺激ハーレム!! 篠田ゆう・AIKA・大槻ひびき・蓮実クレア（8月13日、MOODYZ）全4名
- 甘く切ないオトナの青春LOVEストーリー8時間BEST（8月13日、MOODYZ）全6名
- 感度が10倍あがる拘束オプション付き快感追求型ハーレム逆3Pソープ 篠田ゆう・神咲詩織（8月25日、痴女ヘブン）
- 誘惑する美尻妻 篠田ゆう（9月1日、我慢汁郎）
- 僕の耳元で「まだまだ出せるでしょ…？」囁きながらパイズリと素股で挑発的に責めてくる彼女たちに精子を全部出し切られちゃった件。（9月1日、Cupido）全10名
- 2人だけの秘密。あの台風の日、ボクが先生の家に泊まって何度も中出しセックスをしたことは…。篠田ゆう（9月7日、PREMIUM）
- レズビアンの噂のある上司と出張先相部屋 岬あずさ・篠田ゆう（9月7日、ビビアン）
- 部下のお世辞を好意と受け取ったセクハラ上司の背中まで届くものすごい尻射 篠田ゆう（9月13日、MOODYZ）
- 帰省したヤリマン3姉妹に絶倫チ●ポをしごかれ続けるご近所中出し物語 2 篠田ゆう・倉多まお・麻里梨夏（9月13日、Million）全3名
- 本番なしのマットヘルスに行って出てきたのは隣家の高慢な美人妻。弱みを握った僕は本番も中出しも強要! 店外でも言いなりの性奴隷にした 8作品豪華8時間BEST vol.3（9月13日、溜池ゴロー）全8名
- 爆乳娘に1ヶ月毎日日替わり中出しSEX31人8時間BEST（9月19日、OPPAI）全31名
- 出張先のビジネスホテルで女上司2人とまさかの相部屋W杭打ち騎乗位で朝まで中出しされるボク…。篠田ゆう・蓮実クレア（9月25日、痴女ヘブン）
- 妊活中の巨乳妻は俺の親父に寝取られ種付けプレスされていた。篠田ゆう（9月25日、ダスッ!）
- 篠田ゆう全部中出し16本番8時間BEST（9月25日、本中）※単体ベスト
- どぴゅ! 追撃ぶしゃあ! 中出し&オス汁おもらし無制限!悶絶 男潮吹きソープへようこそ 篠田ゆう（10月1日、MOODYZ）[34]
- 「ねぇ、今日はわたしの部屋に来てくれない?」デカ尻な隣人2人に杭打ち騎乗位される毎日。2 篠田ゆう・波多野結衣（10月1日、MOODYZ）
- 妊娠OK!! 色気むんむんで迫ってくる爆乳ヤリマン不倫人妻 篠田ゆう（10月1日、ワンズファクトリー）
- 四六時中発情中 尾上若葉・篠田ゆう・倉多まお（10月10日、SILK LABO）全3名
- 美巨乳S字グラマラス 篠田ゆうBEST8時間（10月13日、Fitch）※単体ベスト
- 暴風雨 静寂なるオフィス 憧れの同僚と二人だけの夜 篠田ゆう（10月25日、マドンナ）
- オリジナル官能ドラマ 秘密の人妻遊び 佐々木あき・篠田ゆう（10月25日、MAX-A）
- 濃交 篠田ゆうのリアル中出しセックス（10月25日、MAX-A）
- ガールズバーで働いてる可愛い女子大生をナンパして宅飲み成功！想像以上にガード固めだった彼女を淫乱にさせた悩殺テクの一部始終を隠し撮り！ 2 桐嶋りの・篠田ゆう（11月1日、Cupido）
- 「今は妊娠したくない!」旦那の中出しを絶対に防ぎたい浮気妻が考えたものすごいおしゃぶりPtoMセックス 篠田ゆう（11月1日、MOODYZ）
- 先生のフェラ彼女のよりすっごいよ? ～彼女がいる生徒に追撃フェラチオ女教師～ 篠田ゆう（11月7日、PREMIUM）
- 自宅の寝室で夫以外の男に抱かれる不貞妻8時間BEST（11月7日、アタッカーズ）全19名
- 一般素人男性モニタリング企画 街頭インタビュー中にナイショでご本人登場！！ 波多野結衣 篠田ゆう 紺野ひかると素人さんがご対面中出しSEX 波多野結衣・篠田ゆう・紺野ひかる（11月8日、million）全3名
- 超振動アクメバイクACT.3 1分間に3万8000回転！！ イクイク悶絶フィットネスでデカ尻人妻たちがイキ我慢できたら賞金ゲット！！「もうダメダメ…おしっこ出ちゃいますぅ」アクメ失禁した瞬間に襲撃！即ズボ！バック中出し！！（11月13日、はじめ企画）全4名
- 【バズり希望】篠田ゆうちゃんとキモヤマンバ（身体改造）達の愉快なパコパコ動画（11月19日、チキチキカマー）
- 泡姫桃源郷 生中出し出来るスゴテクご奉仕ソープ嬢 篠田ゆう（11月25日、MAX-A）
- 凄い射精へ誘うケツ穴見せつけド迫力デカ尻オイルエステ8時間BEST（11月25日、痴女ヘブン）全5名
- 一夫多妻制大嫌いな中年オヤジと強制ハーレム中出し! AIKA・君島みお・篠田ゆう（12月1日、MOODYZ）全3名
- 誘惑ささやき騎乗位 淫語で勃起を誘い何度も！何度も！射精させられる8時間BEST（12月1日、MOODYZ）全5名
- 勃起したままの男を一切動かさないS字尻振り騎乗位エステで骨抜きにする美尻エステティシャン VOL.2 篠田ゆう・羽生ありさ・永野つかさ（12月12日、DANDY）全3名
- ヌードデッサンモデルの高額アルバイトでやってきた人妻さんに男根挿入して種付けSEXするビデオ07 篠田ゆう・森本つぐみ（12月12日、熟女LABO）
- 最愛の夫のため… マネキンになって出荷された妻～麗しのマネキン夫人外伝～ 篠田ゆう（12月13日、VENUS）
- マンションの隣人が波多野結衣 篠田ゆう 紺野ひかるだったこと。そして家にやって来た彼女らとなぜか突然セックスをすることになった話。 波多野結衣・篠田ゆう・紺野ひかる（12月13日、ヒメゴト）全3名
- 篠田ゆうの尻BEST240分（12月13日、MOODYZ）※単体ベスト
- 篠田ゆうが88cmムッチリぷるぷる美巨尻で男を責めつづける8時間（12月25日、痴女ヘブン）※単体ベスト
- 2019 Superbest ダスッ!（12月25日、ダスッ!）多数出演

#### 2020年代
- 完全主観で楽しむ篠田ゆうとの新婚生活 篠田ゆう（1月1日、プラネットプラス）
- 夫に言えない妻の他人棒セックス「人妻が見知らぬ男と浮気する瞬間すべて見せます」05 岡村麻友子・篠田ゆう（1月1日、熟女JAPAN）
- 欲求不満な美女ばかりを狙う性感猥褻マッサージ盗撮 3（1月1日、Cupido）全4名
- 催眠淫語カウンセラー 絶対拘束で自由を奪われ無理やり強制射精8時間BEST（1月1日、Fitch）全6名
- 嫁の不在中、義姉2人に逆3Pで痴女られまくったボク… 篠田ゆう・蓮実クレア（1月7日、PREMIUM）
- 奥様はアンドロイド 美乳美尻の高性能パーフェクトBody 充電中はネトラレ中! 篠田ゆう（1月7日、桃太郎映像出版）
- 高飛車女社長が尻肉ひん剥き失禁謝罪8時間BEST ～利尿剤を飲まされ羞恥のオシッコ調教～（1月13日、Fitch）全4名
- 【奇跡】デリヘル呼んだら地元の巨乳な友達で非常においしい思いをした件!! 5（1月17日、BAZOOKA）全4名
- 孤独の風俗 メンズエステ編（1月25日、ダスッ！）全4名
- 朝から晩まで逆NTRセックスしたがる性欲が強すぎる義母は旦那の目を盗み射精しても即勃ちする息子の若ち○ぽを杭打ち騎乗位で何度も中出し 篠田ゆう（2月1日、LUNATICS）
- オフィスレディの湿ったパンスト 篠田ゆう（2月7日、アタッカーズ）
- 固くて無機質な突起部分に恋した熱中角オナニー（2月14日、ヒメゴト）全10名
- 姦姦怨姦 逆怨みでレイプされる無関係な妻と娘 篠田ゆう・永瀬ゆい（2月14日、REAL）
- M男クン家に泊まろう! 篠田ゆう（2月29日、ワープエンタテインメント）
- もしも…「篠田ゆう」が○○だったら…。（3月1日、プラネットプラス）
- エロス全開!巨乳でHなパーソナル痴女トレーナー常駐の会員制ジム 鍛えた美BODYでギリギリまで焦らしてイカせてくれるジムへようこそ! 亜矢みつき・河北はるな・篠田ゆう・早川瑞希（3月13日、BAZOOKA）全4名
- お願いされたら断れないおっとり天然な人妻お姉さんの無自覚な誘惑。篠田ゆう（3月25日、ダスッ!）
- 蓮実クレアと篠田ゆうのW凄テクを我慢できれば生★中出しSEX! 篠田ゆう・蓮実クレア（4月1日、ワンズファクトリー）
- かりめんの妻 5 ハンコ捺して下さいお願いします… 篠田ゆう（4月7日、JET映像）
- 僕のねとられ話しを聞いてほしいスーパーBEST 8時間スペシャル part6（4月7日、JET映像）全8名
- 拡張現実。篠田ゆう（4月13日、ダスッ!）
- 布団の中の密着ピストンでねっとり膣奥を突かれ夫に声をかけられずイキ堕ちた敏感妻は何度も絶頂を求める4 総集編付き2枚組 スペシャル版（4月23日、ナチュラルハイ）全9名
- いつも僕を守ってくれる正義感の強い妻が、DQNたちの手に堕ちました… 篠田ゆう（5月1日、ミセスの素顔/エマニエル）
- 社員旅行中 2人だけのオフィス。会社に取り残されたボクと先輩は9時から5時まで連日中出しセックスしまくった…。篠田ゆう（5月7日、PREMIUM）
- 盗撮エステ！勝手に配信中！！巨乳お姉さま えみり＆ゆう 月島えみり・篠田ゆう（5月13日、フリーマーケット）
- 修学旅行の3日間、欲求不満な先生たちのWデカ尻ピストンでヌカれまくったボク… 篠田ゆう・晶エリー（5月13日、ムーディーズ）
- アナタだけに奉仕する 淫らなサービスが大人気な派遣型個人秘書（5月15日、BAZOOKA）全4名
- またがり密着素股で絶頂イキ！！ビンビンに勃起したチ○ポにむっちり尻コキで擦られまくって我慢出来ずに快楽射精！！（5月19日、ブラックドッグ）全7名
- 角オナニー 擦り付けたら止まらない2 12人（5月19日、かぐや姫Pt）全12名
- 厳格で華奢巨乳の女上司と宅飲みで朝を迎えた末、覗かせた独占したくなる隙だらけの素顔。篠田ゆう（5月19日、ROYAL）
- 「気持ちよすぎて死ぬくらい激しくシゴいてあげるってば!」Ｍ性感に行きたい彼氏を男潮吹くまで汗だく嫉妬手コキ 篠田ゆう（5月25日、痴女ヘブン）[35]
- どんな時も悩殺パーフェクトボディ ～篠田ゆうスーパーBEST!!!（6月7日、桃太郎映像出版）※単体ベスト
- 都内某所に男の反応を見ながら、自らの身体にオイルをしみこませ激しく腰を振る美巨乳淫乱痴女エステティシャンがいるとの情報を仕入れ潜入調査開始！！ 篠田ゆう・塚田詩織・星あんず（6月12日、スクープ）全3名
- 本物全裸素人 局部パーツ接写 全裸ストレッチ編（6月12日、S級素人）全16名
- ひとりじめ 篠田ゆう・蓮実クレア（6月13日、ダスッ!）
- 欲求不満な団地妻と孕ませオヤジの汗だく濃厚中出し不倫 8タイトル大ボリューム8時間BEST vol.3（6月13日、溜池ゴロー）全8名
- イラマチオの中のイラマチオ（6月25日、SEX Agent）全8名
- BAZOOKA Premium Legend 篠田ゆう 4時間BEST（6月26日、BAZOOKA）※単体ベスト
- おま●この形状まるわかり！薄いパンツの上からマン汁ぬるぬる透けオナニー 3（7月7日、かぐや姫Pt）全10名
- 部屋結界 SPECIAL ～ようこそ僕だけの淫乱学園へ イヒ!～ 古川いおり・篠田ゆう・大槻ひびき（7月9日、SODクリエイト）全3名
- ペアルーム痩身サロンで施術師に欲求不満がバレて弄られ快楽堕ち!! 松本菜奈実・篠田ゆう・椿ましろ（7月10日、LEO）全3名
- 不倫セックスの一部始終を語りはじめた妻に鬱勃起が止まらなくなり… 浮気なカラダを激しく責め立てながら妻に詫びを入れさせた話 篠田ゆう（7月13日、アリスJAPAN）
- 今日は孕むまでナカに出して…8時間BEST Vol.2（7月13日、溜池ゴロー）全8名
- 篠田ゆうBEST vol.1（7月23日、グローリークエスト）※単体ベスト
- もう動けないんだってばぁ 足ケガ追撃FUCK 篠田ゆう（7月25日、ダスッ!）
- 家に父がいない間絶倫息子の性的欲求を受け入れる母は「いけない」と思いながらも禁断交尾の快楽に溺れる…（7月27日、グラフィティジャパン）全6名
- 素人人妻ナンパでセンズリ鑑賞 見るだけでいいんです！だからちょっと僕のチ●ポ見てもらえませんか？（8月1日、ミセスの素顔）全9名
- 妊娠OK!! 色気むんむんで迫ってくる超ヤリマン不倫人妻BEST8時間（8月1日、ワンズファクトリー）全6名
- 下着モデルNTR カメラマンに中出しされた妻の衝撃的浮気映像 篠田ゆう（8月7日、マドンナ）
- 激イキ睾丸オイルマッサージ10人 凄腕エステティシャンたちがキンタマから精子を絞り出す！ 2（8月7日、かぐや姫Pt）全10名
- デカ尻お義姉さんの汗蒸れパンチラに理性が吹き飛んだ、アツすぎるド田舎の夏。篠田ゆう（8月7日、PREMIUM）
- 篠田ゆうプレミアムベスト vol.2 至高のお姉さんと濃密セックスSPECIAL! 8時間（8月7日、PREMIUM）※単体ベスト
- バイブをマ●コに突っ込んだ状態で現れる超ドエロいデリヘルがあるという噂を聞きつけ実際に呼んでみたら、想像を超えるエロが目の前に広がっていた！！Part.4 篠田ゆう・星あんず・塚田詩織（8月14日、スクープ）全3名
- すっぴん女教師と性交 先生の素顔に理性が吹き飛んだボクは朝まで中出しをし続けた… 篠田ゆう（9月7日、PREMIUM）
- 灼熱オフィスに閉じ込められて…汗だく女上司たちに週末3日間ヌカれまくったボク。AIKA・篠田ゆう（9月13日、MOODYZ）
- 他の男と結婚したらあなたの子種くれる? 篠田ゆう（9月25日、ダスッ!）
- デカ尻ぶるんぶるん揺らす腰振りで痴女られながら篠田ゆうの卑猥なアナル丸見え状態でたくさん射精したいBEST（9月25日、痴女ヘブン）※単体ベスト
- 本番中出しOK! W乳首責め特化型ニューピンサロ 蓮実クレア・篠田ゆう（10月1日、ワンズファクトリー）
- 篠田ゆうハンパない腰フリ! 杭打ちピストンデカ尻騎乗位ベスト（10月1日、ワンズファクトリー）※単体ベスト
- 寝ている義母のお尻を嫁のお尻と間違えて、義母とは知らずに即挿入。篠田ゆう（10月19日、VENUS）
- ま○こもアナルもパックリまる出し! かわいい女の子が見せつけながらおねだり挑発してくるエロ動画（10月23日、おかず。）全21名
- 幼い頃、一緒にお風呂に入っていた叔母さんと再び入浴… 嬉し恥ずかし甥っ子バスタイム。篠田ゆう（10月25日、ダスッ!）
- 美女三人に囲まれ 聖水トリプル痴女ハーレム エロ汁ビチャビチャかけられながら何度も射精させられる! 波多野結衣・大槻ひびき・篠田ゆう（10月25日、痴女ヘブン）全3名
- 産婦人科痴漢!! 11 何も知らない若妻に治療と称して中出しまでっ!! 篠田ゆう・青木玲・森沢かな（11月6日、LEO）全3名
- 美女に身をまかせて快感射精! 騎乗位で精子をどっきゅどきゅ吸い取ってくれる幼なじみのお姉さんと過ごした3日間。篠田ゆう（11月7日、PREMIUM）
- 圧倒的神尻 篠田ゆう Madonna初ベスト 8時間 ～本格ドラマで魅せる、全13本番SPECIAL～（11月7日、マドンナ）※単体ベスト
- 洗脳エナジードリンクを飲んでしまって、完全奴隷化になって発情するセレブ人妻 篠田ゆう（11月12日、SODクリエイト）
- ヤレそうでヤレない。美人で有名なママがいる地方で人気のスナック店 篠田ゆう（11月13日、ダスッ!）
- このスリルがたまらない。 女を立っていられないほど感じさせる痴漢-チカン-BEST 8時間（11月19日、ROOKIE）多数出演
- 静まり返ったオフィス、一線を超える上司と部下。スーツを脱ぎ捨て求め合う、不貞残業BEST（11月25日、マドンナ）全21名
- 出張という名の不倫旅行 篠田ゆう（12月7日、マドンナ）
- ベロ尻 篠田ゆう（12月7日、ティーチャー）
- どぴゅっ 綺麗なお姉さんに100発オーバー顔射BEST（12月7日、PREMIUM）多数出演
- 圧倒的没入主観! 男を拘束×杭打ち騎乗位×連続イキ 魅惑の騎乗位ロデオ痴女（12月11日、BAZOOKA）全4名
- 本物全裸素人 局部パーツ接写 全裸エア体位編 2（12月11日、S級素人）全14名
- 酔ってキス魔化する女上司。甘える彼女に僕の理性は崩れ落ちた。篠田ゆう（12月13日、ダスッ!）
- 他人の旦那が不妊治療のために金玉パンパンになるまで溜めた精液をエロボディで絞り尽くす巨乳妻と巨尻妻のコンビネーション横取り受精 飛鳥りいな 篠田ゆう（12月13日、E-BODY）
- クリスマスイブにあの女上司2人とまさかの深夜残業密着ささやき騎乗位で朝まで何度も中出しさせられた僕 蓮実クレア・篠田ゆう（12月25日、痴女ヘブン）
- レアル2020ハードFUCK中出し祭8時間BEST（12月25日、レアル）全50名

- 出張先で上司の美乳女子アナと相部屋 絶倫のデカチン部下とひたすらSEXしてメス堕ちした一部始終 篠田ゆう・森沢かな・加藤あやの（1月1日、変態紳士倶楽部）全3名
- 誘惑的な透けTバックでマンション内をねり歩く昼下がりのデカ尻人妻 篠田ゆう（1月1日、MOODYZ）
- まるっと! 篠田ゆう（1月1日、プラネットプラス）※単体ベスト
- ワシ専用!! いいなり人妻中出しメイド 叔父の命令は絶対服従。種付け調教の日々―。篠田ゆう（1月7日、マドンナ）
- コンビニ本部の女 3  逆上の桃尻ピストン 篠田ゆう（1月7日、JET映像）
- もう息子なしでは生きていけない…。母親が絶頂50回突破するエロス極限トランス中出し 篠田ゆう（1月7日、VENUS）
- 優しい淫グリッシュで何でも教えてくれるお姉さん先生。篠田ゆう（1月13日、ダスッ!）
- ど～してもこのカラダとヤリたい!! というわけで、全裸で母さんにお願いしてみた。篠田ゆう（1月13日、MOODYZ）
- 抵抗からの壮絶アクメ！強く気高い女捜査官が拷問レ×プで壊れイキ8時間BEST（1月13日、ムーディーズ）全13名
- 美しいカラダ。形良し大きさ良し乳首良し!! これぞまさに神乳8時間（1月19日、ROOKIE）全50名以上
- 水泳教室NTR ～インストラクターの優しさに溺れた人妻～ 篠田ゆう（2月7日、マドンナ）
- 憧れの女上司と毎日深夜残業しています。篠田ゆう（2月7日、アタッカーズ）
- 美人女将の超絶ベロキス全身リップと中出しセックス付きGo To 温泉宿泊プラン 篠田ゆう（2月7日、桃太郎映像出版）
- ノーパンノーブラの無防備な格好でゴミ出ししている人妻が童貞の僕の視線に気づいたのかわざと胸＆マ●コをチラつかせてくる！チラつかせてくるだけでなくまさかの「興奮した…？もっと見たい…？」と誘惑してきて… 3 篠田ゆう・愛花みちる・浅見レナ（2月12日、SCOOP）全3名
- デカ尻すぎる女上司と同僚に誘惑され、断りきれずに言いなり逆セクハラ性交 美園和花・篠田ゆう（2月13日、ダスッ!）
- 意志が強い僕の妻は卑劣な町内会に寝取られても心までは堕ちずに最後まで抵抗する姿勢を見せるが、どう見てもカラダは反応しまくっている 篠田ゆう（2月19日、ミセスの素顔/エマニエル）
- 巨乳女教師の誘惑 8タイトル大ボリューム 8時間BEST vol.2（2月19日、OPPAI）全8名
- 乱れまくる桃源郷 ドリームオブ共演フェスティバルBEST（2月25日、ダスッ!）全36名
- ボクだけの下着モデル。会社で一番スタイルが良くて押しに弱すぎる篠田先輩と、あの夜から中出しし続けている。（3月3日、PREMIUM）
- 人妻キャビンアテンダントを媚薬と中出しで完堕ちするまで何度もハメまくった冴えない土木作業員の調教記録―。篠田ゆう（3月7日、マドンナ）
- 友達の母親 ～最終章～ 篠田ゆう（3月18日、センタービレッジ/花園）
- 尻が神! クビレが神! 乳が神! 篠田ゆう 40作品から厳選スケベSEX収録8時間（3月19日、ROOKIE）※単体ベスト
- 屈辱パワハラNTRドラマ 美しい部下の妻 篠田ゆう（3月25日、AVS collector’s）
- 愛している旦那と妊娠したくて頼った妊活師に騙され孕まされた子宮系女子。篠田ゆう（3月25日、ダスッ!）
- 挟みたくなるなるすけべな太ももコキ ムチムチボディの5人の淫乱ミニスカ痴女！（3月25日、かつお物産）全5名
- 「来年、3人でまた水族館に行こうね…」 息子の手術費用を稼ぐために、愛する妻が1年間資産家の肉便器になる契約を結びました。篠田ゆう（4月1日、ミセスの素顔/エマニエル）
- 憧れのお姉さんにマ○コと中出しのことを教えてもらったボクは朝まで性器をむしゃぶり続けた…。篠田ゆう（4月7日、PREMIUM）
- 痴女3姉妹にイカされ続ける 膣絞りM性感HOUSE 篠田ゆう・蓮実クレア・新村あかり（4月9日、Million）全3名
- 某地方に生挿入OKのおっぱぶ店が存在するとの噂が。しかもちょっとお金を落とすだけで更に過激なサービスを提供とのこと。そんな大盤振舞の店舗が実在するのか徹底調査（4月9日、SCOOP）全5名
- 2人だけの空間で時間も忘れて性欲に溺れる貪りSEX 相部屋BEST8時間（4月19日、ROOKIE）多数出演
- 妻を寝取られないと勃たない夫に頼まれて義父に抱かれています。家庭内公認NTR 篠田ゆう（4月25日、ダスッ!）
- 美人×巨乳×でか尻 どすけべ妻ナンパ はみ尻ミニスカギャルは超ヤリマン！ 篠田ゆう（4月25日、かつお物産）
- 篠田ゆう2枚組ハイパーベスト8時間（4月25日、セレブの友）※単体ベスト
- 新婚の僕が出張先で女上司とまさかの相部屋 朝から晩まで性奴隷にされた逆NTR 篠田ゆう（5月1日、Fitch）
- 無意識に男を惹きつける魔力尻 自然と食い込んじゃう競泳水着姿のムニムニ人妻 篠田ゆう（5月1日、ワンズファクトリー）
- 欲求不満を隠しきれない美尻隣人妻に旦那では届かないデカチンピストン子宮口ほじくりSEXを求められたので毎日イカセまくって中出しした。篠田ゆう（5月1日、LUNATICS）
- 木下凛々子レズ解禁!! 夫が出張中の3日間、レズビアンしか愛せない肉体になってしまった私。木下凛々子・篠田ゆう（5月7日、マドンナ）
- 犯されて帰ってきた息子の嫁を見て死ぬほど嫌われている義父のワシは我慢できずに追姦レ×プした 篠田ゆう（5月13日、溜池ゴロー）
- ささやき密着で父親にバレないように息子を秘かに誘惑する母親 篠田ゆう（5月13日、VENUS）
- SUPER COMPLETE BEST 篠田ゆう（5月25日、Million）※単体ベスト
- 義母さんなんて、呼べない。若く美しすぎた父の再婚相手と、家族旅行先でこっそり中出ししまくった2泊3日…。篠田ゆう（6月7日、PREMIUM）
- ささやき淫語で男性を確実に昇天させる絶品中出しチャイナエステ 4（6月13日、BAZOOKA）全4名
- どこでもフェラさせられちゃう素人娘たち 8 13人（6月19日、かぐや姫Pt）全13名
- 学生時代のイジメられっ子とデリヘルで偶然の再会―。その日から言いなり性処理ペットにさせられて…。篠田ゆう（6月25日、マドンナ）
- Goto不倫トラベル 巨乳セレブ妻と濃厚オヤジの中出し交遊浪漫 篠田ゆう（6月25日、痴女ヘブン）
- 相部屋でメスイキ筆おろしハーレム! 2人同時に乳首・亀頭・前立腺責め快楽拷問 篠田ゆう・波多野結衣（7月1日、ワンズファクトリー）
- 尻フェチ上司にさわられて… 夫の上司に目をつけられぷりけつを触られまくった貞淑桃尻妻 篠田ゆう（7月7日、JET映像）
- S級美熟女ベスト 篠田ゆう4時間 巨乳美尻マドンナ（7月7日、Mellow Moon）※単体ベスト
- 港区麻布在住。デカ尻人妻風俗タワーマンション。篠田ゆう（7月13日、ダスッ!）
- M性感巨乳限定デリヘル 篠田ゆう・稲場るか・有岡みう（7月13日、BAZOOKA）全3名
- 色白デカ尻の家事代行おばさんに即ハメ！デカチンの虜になった人妻が翌日勝手に押しかけてきたので満足するまで何度も中出ししてあげた 6 篠田ゆう（7月19日、ディープス）
- 素人娘の全裸図鑑18 今時の女の子12名が恥らいながら脱衣していく様子をじっくり撮影した、変態紳士のためのヘアヌードコレクション（7月19日、かぐや姫Pt）全12名
- 「本当に、先っぽ3cmだけだからね…。」 久々に再会した幼馴染と悪ふざけから始まる友達以上、不倫未満の焦らし中出し1週間―。篠田ゆう（7月25日、マドンナ）
- ノーブラノーパンで挑発してくるスケベ奥さんが隣に引っ越してきた! 篠田ゆう（8月5日、グローリークエスト）
- 抜かずの六発中出し 近親相姦密着交尾 篠田ゆう（8月5日、センタービレッジ/是空）
- ごめん! 居候なのに、お前(親友)の欲求不満な彼女と濃厚中出ししまくっている俺を許してくれ…! 篠田ゆう（8月7日、PREMIUM）
- 篠田ゆうプレミアムベスト vol.3 8時間（8月7日、PREMIUM）※単体ベスト
- 史上最高の女 篠田ゆう ダスッ! オールタイム480分BEST（8月13日、ダスッ!）※単体ベスト
- このカラダと今日もヤりた～い! というわけで、全裸で母さんにお願いしてみた。2 新感覚近親相姦SEXマシマシ大好評につき実写化第2弾!!! 篠田ゆう（8月13日、MOODYZ）
- 篠田ゆうが自慢の巨尻を汗だくにし演技演出無しに本能のまま乱れ狂う濃厚すぎる鉄板SEX 篠田ゆう（8月19日、TEPPAN）
- ママさんテニス部 練習後は奥さんの自宅で中出しレッスン 4人（8月19日、アクアモール/エマニエル）全4名
- たった7時間2人っきりにしてみたら… 結果、10発セックスしてました。篠田ゆう（9月3日、ドリームチケット）
- 小悪魔部下のWデカ尻誘惑に負けてチ●ポがバカになるまで何度も杭打ち中出しさせられた上司失格の俺 篠田ゆう・枢木あおい（9月7日、ワンズファクトリー）
- 親戚のおばさんに筆おろしされた僕。リターンズ 12 篠田ゆう・鈴木真夕（9月10日、LEO）
- 僕を女手一つで育ててくれた、最愛の義母が最低な友人に寝取られて… 篠田ゆう（9月14日、マドンナ）
- 【個撮】どこでもフェラ 4 11人（9月21日、かぐや姫Pt）全11名
- 「ねぇこんな所でガクガク痙攣してどうしたの」 凄テク痴女の逆ナンいきなり男潮 篠田ゆう・大槻ひびき（9月28日、痴女ヘブン）
- 元ヤリマンのママ友に何度射精しても収まらない勃起。うちの息子は性欲モンスター 篠田ゆう（10月12日、ダスッ!）
- 出張中に幼なじみと再会。時短営業で飲み足りなかったボクたちはビジホ二次会の後、何度も中出し不倫セックスをした… 篠田ゆう（10月19日、PREMIUM）
- 家賃が支払えないなら奥さんのカラダで立て替えてもらいましょうか? 笑 篠田ゆう（10月19日、溜池ゴロー）
- 愛する妻を一生守ると俺は誓ったのにストーカーに寝取られてしまった 篠田ゆう（10月19日、ミセスの素顔/エマニエル）
- 出張中に幼なじみと再会。時短営業で飲み足りなかったボクたちはビジホ二次会の後、何度も中出し不倫セックスをした… 篠田ゆう（10月19日、プレミアム）
- 今夜妻が浮気します 人妻夜●いツアー 全10人5時間（10月23日、ビッグモーカル）全10名
- 素人ナンパでセンズリ鑑賞 12 見るだけでいいんです！だからちょっと僕のチ●ポ見てもらえませんか？（11月2日、かぐや姫Pt）全9名
- 「あぁ…ごめんなさい、もう出ちゃいます」 美女が僕を痴女って射精まで導いてくれる 暴発8時間BEST（11月2日、BeFree）多数出演
- ぬるてかローションで巨乳を擦りつけ、義父を誘惑する潤滑スレンダー姉妹の奪い愛。篠田ゆう・葉風ゆりあ（11月9日、ダスッ!）
- ビビアン7周年記念プレミアムBEST8時間（11月9日、ビビアン）多数出演
- 超ヤリマンの友だちも痙攣するほどイカされまくり! 性欲モンスターなんですウチの息子は… 初川みなみ・篠田ゆう（11月23日、ROYAL）
- 美少女の顔を濃厚ザーメンで汚してやる！顔面射精ラッシュ123発8時間BEST（12月7日、MOODYZ）多数出演
- これぞまさに超・神乳8時間（12月14日、ROOKIE）全56名
- 見せつけOCS尻で即ハメオフィス不倫を持ちかける誘惑女上司 篠田ゆう（12月21日、MOODYZ）
- Wデカ尻お姉さん 篠田ゆう・蓮実クレア 34SEX12時間BEST（12月28日、痴女ヘブン）※蓮実クレアとの共演作やそれぞれの単独作からベストシーンを集めた総集編。

- 性欲おばけのおばさん達にキ●タマが空っぽになるまでヌキまくられた僕。（1月7日、LEO）全6名
- 美尻と魔性の微笑みで僕を誘惑する人妻パーソナルトレーナー 逆NTR 篠田ゆう（1月11日、マドンナ）
- 【人格崩壊】大嫌いな元カレに媚薬を盛られた彼女は、カラダを震わせヨダレに精子まみれ。キメセク華奢エビ反り絶頂 篠田ゆう（1月11日、ダスッ!）
- 暇を持て余したセレブ人妻たちのオトコを飼いならす淫乱不倫ハーレム性交 大槻ひびき・篠田ゆう・森沢かな（1月11日、Million）全3名
- イジられキャラで怪しい薬を飲まされ… 勃起が止まらないボクを優しく受け入れ一晩中中出しセックスをしてくれたゆう先生…。（1月18日、PREMIUM）
- 大音量でAV見てたら隣の家に住むデカ尻美人妻がクレーム入れに押しかけて来た。欲求不満の人妻は僕の勃起チ●ポに発情して逆レ搾精! 僕は生ディルドとして飼われることになった 篠田ゆう（1月18日、ミセスの素顔）
- 凸撃!! ギラギラ☆ギャルデリ1日体験 篠田ゆう・君島みお（1月18日、kira☆kira）
- 男たちの想像を超える美女を派遣!! (秘)サービス無制限発射のデリヘル嬢30人!! 3（1月25日、BAZOOKA）全30名
- 淫らなW痴女が絡み付く肉弾逆サンドイッチSEX8時間BEST（2月1日、Fitch）全23名
- 超・傑作選 コンプリートBEST8時間（2月8日、ROOKIE）全30名以上
- 娘の彼氏に抱かれた私。 無理矢理押し倒されたあの日からヤリまくった話 篠田ゆう（3月1日、アタッカーズ）
- なんでこんなに感じちゃうのォォォ!? 媚薬で堕としてイキ狂わせる陰湿キメセクBEST 8時間（3月8日、ダスッ!）全10名
- あなたのチ●ポ洗います。5 素人アルバイト9人（3月8日、かぐや姫Pt）全9名
- 【個撮】どこでもフェラ 7 11人（3月15日、かぐや姫Pt）全11名
- 美しい人妻のねっとり甘い接吻と高級ランジェリーSEX 田舎育ちの僕を誘惑する都会暮らしの叔父の妻 篠田ゆう（3月15日、Fitch）
- 浮気がバレた絶倫ヤリチン夫を説教しにきた嫁の親友 篠田ゆう（3月15日、VENUS）
- 妻の妊娠中、オナニーすらも禁じられた僕は上京してきた義姉・ゆうさんに何度も種付けSEXをしてしまった…。篠田ゆう（3月22日、マドンナ）
- 大嫌いなセクハラ上司と媚薬を盛られて接待ゴルフー結婚直前OL編ー 篠田ゆう（4月5日、MOODYZ）
- 下着姿でうろつく美尻お姉さんたちが毎日ボクの精子を搾り尽くすTバック痴女シェアハウス逆5P生活 藤森里穂・月乃ルナ・篠田ゆう・夏希まろん（4月5日、MOODYZ）全4名
- 寝取られた女 篠田ゆう 中出し8時間Best（4月5日、ミセスの素顔/エマニエル）※単体ベスト
- 拷問無残 本格ハードSM 8時間 BEST（4月5日、アタッカーズ）全6名
- 人妻家政婦 NTR 勤め先の変態夫婦にハメられて私はピンクデンマでイキ狂う淫らなSEXのお手伝いさんになりました… 篠田ゆう・波多野結衣（4月7日、WildOne）
- 「おばさんの私が下着を盗まれるなんて…」6 自分を女として見てくれるというだけで人妻は発情してしまうので本当チョロい（4月12日、かぐや姫Pt）全10名
- 篠田ゆう8時間BEST vol.2（4月19日、溜池ゴロー）※単体ベスト
- 角オナニー 擦り付けたら止まらない 6 12人（4月19日、かぐや姫Pt）全12名
- 美尻人妻たちが寝取られ! 抜き差しモロ見えバックピストンBEST（4月19日、溜池ゴロー）全46名
- Goto不倫トラベル 爆乳セレブ妻と濃厚オヤジの中出し交遊浪漫！8時間BEST（4月26日、痴女ヘブン）全6名
- バイト先の欲求不満な人妻とヤリまくった日々。 篠田ゆう（5月3日、アタッカーズ）
- 人妻のあふれる蜜 ゆう（5月3日、熟女JAPAN）
- ヌードモデルNTR 上司と羞恥に溺れた妻の衝撃的浮気映像 篠田ゆう（5月10日、マドンナ）
- 父親が社員旅行で不在の隙にずっと憧れていた義母とヤリまくり中出し生活 篠田ゆう（5月10日、VENUS）
- 最高級美女の欲しがりおち●ぽ そこらへんの小娘とSEXするなら私達に丁寧にお下品に一日中Wおま●こフェラされて朝から晩までずぅ～と金玉空っぽにされたくない? 今井夏帆・篠田ゆう（5月10日、ダスッ!）
- 極上ボディで何度も射精させちゃう超淫乱高級デリヘル嬢 6 篠田ゆう・笹倉杏・AIKA（5月10日、BAZOOKA）全3名
- 波多野結衣 + 大槻ひびき + 推川ゆうり + 篠田ゆう2枚組ハイパーベスト4時間36分（5月10日、セレブの友）全4名 ※篠田ゆう、波多野結衣、大槻ひびき、推川ゆうりの4人が共演した作品をまとめたベスト版。
- アナル舐めてもいいですか？6 お尻で悶絶する素人娘10人（5月17日、かぐや姫Pt）全10名
- 「初めてがおばさんと生じゃいやかしら?」 童貞くんが人妻熟女と最高の筆下ろし性交 篠田ゆう（6月2日、センタービレッジ）
- 愛を確かめたくて妻と絶倫の後輩を2人きりにして3時間…抜かずの追撃中出し計16発で妻を奪われた僕のNTR話 篠田ゆう（6月14日、マドンナ）
- 「こんなところでゴメンなさい…。でも、もう我慢出来なかったの…」 トイレが故障で使えず膀胱限界の放尿婦人 36人（6月21日、アクアモール/エマニエル）
- ノーハンドフェラは奴隷の証！5 手を使わずにフェラチオする11人の素人娘（6月21日、かぐや姫Pt）全11名
- ゆうとお風呂に入りませんか 篠田ゆう（6月22日、BOTAN）[36]
- 素人妻が一般大学生の自宅にコンドーム1つ渡され一泊 一度のゴム姦では満足できず宿泊中2度もガチ中出しを許してしまう 騎乗位がお好きなスレンダー妻 ゆうこさん36歳（6月23日、コスモス映像）
- 派遣マッサージ師にきわどい秘部を触られすぎて、快楽に耐え切れず寝取られました。 篠田ゆう（6月28日、ダスッ!）
- 定時制スクールの淫乱保健医 夜の中出し診察室 篠田ゆう（6月28日、VENUS）
- 痴漢成長記録 BEST OF HISTORY 被害者Sさん 篠田ゆう（7月7日、ナチュラルハイ）
- 素人娘の全裸図鑑 24 今時の女の子11名が恥らいながら脱衣していく様子をじっくり撮影した、変態紳士のためのヘアヌードコレクション（7月12日、かぐや姫Pt）
- 禁断粘膜実習。 行き場のないボクはゆう先生と一晩中べロキス中出しし続けた… 篠田ゆう（7月19日、PREMIUM）
- 女体化した俺は親友に求められるがまま、受け入れて、心も女になっていた。 篠田ゆう（7月26日、ダスッ!）
- 声が出せない絶頂授業で10倍濡れる人妻教師 篠田ゆう（7月28日、センタービレッジ/是空）
- 篠田ゆう 6本番 × 4時間（8月2日、MAX-A）
- 待ち合わせ場所に居たのはまさかのゆうさん…。 マッチングアプリで出会った隣家の高慢妻を僕専用!! いいなり中出しペットにした話。 篠田ゆう（8月9日、マドンナ）
- やっぱり、妻が好きだ! 倦怠期だった僕ら夫婦が久しぶりにSEXしたら…やっぱり体の相性抜群で朝まで何度も求め合った!! 篠田ゆう（8月16日、MOODYZ）[37]
- 悪魔的スローな射精コントロール じっくり肉棒ペットを弄ぶ肉感痴女 篠田ゆう（8月16日、Fitch）
- 女上司とホテルで二人きり… 無防備にチラ見えするエロい体に我慢できず朝まで中出ししまくったボク。 篠田ゆう（8月16日、PREMIUM）
- ゾウさんパンツでフェラ12人 ブリーフの先っちょからチ●ポを引っ張り出して喉奥でグポグポする気持ちいいフェラチオ 7（8月16日、かぐや姫Pt）全12名
- 「おばさんの下着で興奮するの?」 脱ぎたてのパンティで甥っ子の精子を一滴残らず搾りとる叔母 篠田ゆう（8月23日、VENUS）
- エグい痴漢女に密着 路線バスで気弱男に身勝手中出しさせるヤリマン美熟女の体液まみれのドギツい一日 篠田ゆう・吉根ゆりあ（8月25日、DANDY）
- おマ●コとアナルがハッキリ見える 4 素人娘の超接写オナニー 11人（9月6日、かぐや姫Pt）全11名
- 新婚の僕が出張先で女上司とまさかの相部屋 朝から晩まで性奴隷にされた逆NTR 2 8時間BEST！！（9月6日、Fitch）全5名
- 合鍵をもらった人妻が、男子学生が卒業するまで中出しされた一人暮らし部屋。 篠田ゆう（9月13日、マドンナ）
- 毎日嫁を喘がせているボクの絶倫チ○ポを奪い合う欲求不満なご近所ランジェリー人妻! 嫁不在中の逆5Pハーレム不倫 篠田ゆう・通野未帆・波多野結衣・大槻ひびき（9月20日、溜池ゴロー）全4名
- S級熟女コンプリートファイル 篠田ゆう 6時間（9月27日、VENUS）※単体ベスト
- オナサポ!! 女子○生 着衣で全裸で挑発的ダンス 3（10月11日、かぐや姫Pt）全10名
- ノーパンナースが天使の微笑みでヌキまくる!! 人気でベッドが空かない連続射精HOSPITAL 篠田ゆう・波多野結衣・百永さりな（10月25日、Million）全3名
- 篠田ゆう Madonna 2nd BEST 3枚組12時間 ～優雅で、妖艶な『神尻』美熟女の豪華20本番SPECIAL～（10月25日、マドンナ）※単体ベスト
- 素人ナンパでセンズリ鑑賞 14  見るだけでいいんです! だからちょっと僕のチ●ポ見てもらえませんか?（11月1日、かぐや姫Pt）全8名
- おばさん女上司と残業セックス中出しオフィス 篠田ゆう（12月8日、センタービレッジ/紅雪）
- ノーハンドフェラは奴●の証! 6  手を使わずにフェラチオする12人の素人娘（12月13日、かぐや姫Pt）全12名
- 【奥さまお借りします】欲求不満な美人妻 旦那に隠れ絶倫変態男と不倫旅行しています 浴衣でデートし青春を取り戻す そのまま連続絶頂 完全記録致しました。 篠田ゆう（12月22日、シン・ぱすも/FALENOTUBE）
- 町内キャンプNTR テントの中で何度も中出しされた妻の衝撃的寝取られ映像 篠田ゆう（12月27日、マドンナ）

- 視姦されている女 篠田ゆう（1月3日、アタッカーズ）
- MAX GIRLS COLLECTION 2023 ACT.1（1月3日、MAX-A）全4名
- 人妻の花びらめくり 篠田ゆう（1月17日、人妻援護会/エマニエル）
- 篠田ゆう プレミアムベストvol.4 8時間（1月17日、PREMIUM）※単体ベスト
- 【海ナンパin鎌倉】モデル級スタイルを持つ神妻降臨 巨乳＆美乳を振り乱し個人別荘で乱交騒ぎ酒池肉林!!! 真昼間からアルコール摂取 意識トビトビ↑生精子マ●コにぶっかけ放心SEXしちゃいました 篠田ゆう・君島みお（1月19日、センタービレッジ）
- 大丈夫、おばさんに任せて!! 3（1月19日、LEO）全6名
- 突然押しかけてきた嫁の姉さんに抜かれっぱなしの1泊2日 篠田ゆう（1月24日、VENUS）
- デカパイ女捜査官拷問（1月27日、ワルハラ）全4名
- ATTACKERS 女優名鑑 篠田ゆう 15時間（2月7日、アタッカーズ）※単体ベスト
- 女体フェチ図鑑 6 完全全裸 99人（2月14日、グローリークエスト）全99名
- まるっと! 篠田ゆう 3（2月20日、プラネットプラス）※単体ベスト
- 無自覚に男を誘う人妻上司のスキンシップで… デカ尻ぶるぶる鬼ピストン不倫中出ししまくった。 篠田ゆう（2月21日、PREMIUM）
- 美尻で何度もイカされたい 篠田ゆう11作品30射精8時間BEST（2月21日、MOODYZ）※単体ベスト
- イイオンナたちに、抱かれたい―。 上から… 下から… 前から… 後ろから… 全方向から責めまくる超立体型ハーレム逆5P マドンナ × 痴女特化 その名も『アチージョ』爆誕!! 小花のん・黒川すみれ・篠田ゆう・水川スミレ（2月28日、マドンナ/ACHIJO）全4名
- マドンナ × 痴女特化 その名も『アチージョ』爆誕!! MADONNA電撃専属 篠田ゆう『本気の痴女』 やっば～い寸止めと中出しで男のカラダと脳内をトロけさす無制限射精オーガズム 篠田ゆう（3月28日、マドンナ）
- どこでもおしっこ! 素人娘の大放尿30人 スロー再生でじっくり鑑賞できるマニア向け映像 7（4月4日、かぐや姫Pt）全30名
- Madonna電撃専属 篠田ゆう 第二章!! 唾液で溺れさせる甘く危険な接吻痴女SEX 『キミの身体を、私の生唾で満たしてアゲル…。』（4月25日、マドンナ）
- 指先から膣穴まで駆使する全裸スレンダー回春オイルエステ 篠田ゆう・藤田こずえ・美波こづえ（5月9日、BAZOOKA）全3名
- ゆうとお風呂に入りませんか 篠田ゆう（5月11日、BOTAN）
- 妻には口が裂けても言えません、義母さんを孕ませてしまったなんて…。-1泊2日の温泉旅行で、我を忘れて中出ししまくった僕。- 篠田ゆう（5月23日、マドンナ）
- One’s Daily Life season5- make memories-（6月8日、SILK LABO）全4名
- 素人なのにディルドオナニーで激しく感じちゃう一般人娘 11（6月20日、かぐや姫Pt）全11名
- AM 7:32発 人妻OLが痴漢サークルの肉便器と化す輪姦電車。 篠田ゆう（6月27日、マドンナ）
- 持続可能なオナニーSDGs「私たちはSEX大好きガールズです」ガンガンイキますわよ！発情メス美尻たちのスーパー騎乗位SEX8時間BEST（7月11日、ROOKIE）全55名以上
- 取引先の傲慢社長に中出しされ続けた出張接待。 専属美女、イイ女のスーツ『美』―。 篠田ゆう（7月25日、マドンナ）
- 篠田ゆう 55本番24時間20作品1440分プレミアム総集編（8月15日、PREMIUM）※単体ベスト
- FA●ZA同人総売上12万DL越え!! 原作:clone人間 NTRミッドナイトプール 高学歴美熟女の壮絶アクメ連発を過激に描いた狂宴作品がついに実写化!! 篠田ゆう（8月22日、マドンナ）
- 人妻の膣内にドロドロ精液を注ぐ不貞中出しSEX8時間BEST（8月22日、ダスッ！）全8名
- 息子の友達の制御不能な絶倫交尾でイカされ続けて… 篠田ゆう（9月26日、マドンナ）
- ROYALの個性派企画×超人気女優のヒット作厳選ALLSTAR8時間BEST（9月26日、ROYAL）全17名
- 夫不在の5日間、初夜まで禁欲を命じられた私は性豪義父に身も心も調教されてしまった―。 望まない政略結婚、義父の狙いはワタシでした…。 篠田ゆう（10月24日、マドンナ）
- 嫌です！許してください！ごめんなさい！ 過激で酷い辱めセックスとレ○プで繰り返し犯され続ける女たち8時間BEST（11月14日、ROOKIE）多数出演
- 夫と子作りSEXをした後はいつも義父に中出しされ続けています…。 篠田ゆう（11月28日、マドンナ）
- 巨乳美女が媚薬で理性がブッ飛び痙攣アクメ！キメセク中出し8時間BEST（12月19日、Fitch）全16名
- 上司の妻は… 無制限ナマ中出しOKのアナル丸見え神尻ソープ嬢 篠田ゆう（12月26日、マドンナ）

- DAS1 GIRLS MEMORIES 篠田ゆう 2nd BEST（1月9日、ダスッ!）※単体ベスト
- 篠田ゆう The History Best 4枚組16時間（3月26日、マドンナ）※単体ベスト

### アダルトVR
- 進化系VRオナニー!! 見つめあいながら一緒にオナニーしようよ! 篠田ゆう（2月2日、KMPVR）
- VR 3Pスペシャル 美咲かんな×篠田ゆう ～VRだからホントに3Pしているみたいでしょ!!～（2月2日、KMPVR）
- メイドでダブルVRご奉仕フェラ 美咲かんな 篠田ゆう（2月2日、KMPVR）
- 最強タッグ!! VRでW乳首舐め手コキ! ～全身リップで舌技の超絶テクニック!～ 美咲かんな 篠田ゆう（2月2日、KMPVR）
- Wバニーガール スペシャル足コキ 美咲かんな 篠田ゆう（2月6日、KMPVR）
- 本番ありの回春エステマッサージ（2月8日、KMPVR）
- VR 3Pスペシャル 美咲かんな×篠田ゆう ～まだまだ我慢出来ないからもっと突いて!!～ 美咲かんな 篠田ゆう（2月17日、KMPVR）
- 豪華共演!! VRでWオナニー!! 一緒にオナニーしようよ! 美咲かんな 篠田ゆう（2月23日、KMPVR）
- ハチャメチャOL総務部2課 篠田ゆう あゆな虹恋 あけみみう（4月12日、アロマ企画）
- 女子大生4人と王様ゲーム!! 王様の言うことは絶対!! 篠田ゆう 野々宮みさと あべみかこ 羽月希（6月13日、KMPVR）
- 新人秘書 (篠田ゆう) の社長 (あなた) ご奉仕面接セックス（6月13日、KMPVR）
- 某有名女子大の学生寮でハーレムになった素人童貞の僕 篠田ゆう 野々宮みさと あべみかこ 羽月希（6月20日、KMPVR）
- 寝ている旦那の前で僕に生中出しSEXをせがんでくる人妻 篠田ゆう（7月26日、KMPVR）
- VRしみけんの凄テクSEX講座（7月28日、ダスッ!）
- 高画質VR 篠田ゆう 生中出し 美マンにブチ込め!!（7月31日、ブイワンVR SEX）※FANZA限定配信
- 10人連続ナマ中出しSEX ノーパンバスケットボール 佐倉絆 佳苗るか 篠田ゆう 尾上若葉 麻里梨夏 美咲かんな 川上ゆう 波多野結衣 大槻ひびき 水城奈緒（8月1日、KMPVR）※「VR-1グランプリ 2017」エントリー作品。
- どこを向いても裸の美女だらけ! AV史上初! 360°3D映像! 極上美女14人に囲まれ前後左右全てから責められる超高刺激! 今まで体験したことのない究極ハーレムSEX! 紗倉まな 古川いおり 市川まさみ 飛鳥りん 戸田真琴 桐谷まつり 波多野結衣 大槻ひびき 篠田ゆう 推川ゆうり 跡美しゅり 宮崎あや 椎名そら 桜木優希音（8月1日、SODクリエイト）※「VR-1グランプリ 2017」第1位獲得作品。
- 高画質VR 篠田ゆう 生中出し オイルエステ 美尻エステティシャン（9月9日、ブイワンVR SEX）※FANZA限定配信
- しみけんと3P 憧れのAV女優篠田ゆうちゃんと濃密プライベート3P中出しSEX（9月22日、SODクリエイト）
- 常に密着イチャイチャ超高級ハーレムソープ スペシャルイス洗いコース全員挿入中出し編 戸田真琴 跡美しゅり 大槻ひびき 篠田ゆう（10月20日、SODクリエイト）
- 笹倉杏Hカップ、篠田ゆうFカップ ヌルテカになった卑猥な身体を目の前で堪能する密着囁き淫語たっぷりキスローションエステ（10月20日、SODクリエイト）
- 働く女達の性事情 ～部長に知り尽くされた身体～ 篠田ゆう（11月3日、CASANOVA）
- 美尻ロデオ腰フリ尻コキ 篠田ゆう（11月10日、AVVR）
- 超VIP席! OLカップルの見せ付けレズ 篠田ゆう 水城奈緒（11月24日、CASANOVA）
- おはズボ中出しSEX 篠田ゆう（11月30日、AVVR）
- Wブッキングでうっかり3Pセックス 篠田ゆう 水城奈緒（12月8日、CASANOVA）
- 射精コントロール! オナ指示痴女 vol.9 篠田ゆう（12月22日、CASANOVA）

- リアル風俗卒業宣言! この1作品で色んな風俗がバーチャル体験できる!! part2（1月5日、BAZOOKA）※オムニバス作品
- Wランジェリーな中出しSEX 篠田ゆう 花咲いあん（1月13日、AVVR）
- 【視点移動完全客観VR】手コキクリニック 手淫・性交研修 篠田ゆう 玉木くるみ 前田可奈子（2月2日、SODクリエイト）
- リアル性教育!! 3D VRだから童貞でもセックスが楽しめる!! 篠田ゆう（2月27日、KMPVR）
- もし性交治療のある病院に入院したら…【隣では女性患者がイカサれまくるし、僕にも術後の性交処置ってことで看護師さんがまたがる! なんだこの病院! と思いつつ、何回も射精された! いい病院だ、これは!】篠田ゆう 玉木くるみ（3月30日、SODクリエイト）
- 「先生キミが学校来てくれるなら何でもするから…」頑張り過ぎちゃう新人教師のお宅訪問!「ナイショでHしてあげるから元気出して?」 篠田ゆう（4月21日、KMPVR-bibi-）
- 超VIP席! ハイレベル美痴女達の見せ付けレズ 羽月希 篠田ゆう（5月11日、CASANOVA）
- デカ尻マニアックスVR 篠田ゆう（5月17日、ワンズファクトリー）
- ここは童貞卒業倶楽部何もしなくていいんです。私が快楽へ導きます。篠田ゆう（6月1日、Virtual Rabbit）
- 美女で痴女の3人組に完全に侵される男優! 篠田ゆう 澁谷果歩 松下美織（6月1日、Virtual Rabbit）
- 裏クチコミ評価5のビジネスホテル 純白魔巨乳美女の見せつけ誘惑マッサージ 篠田ゆう（6月22日、CASANOVA）
- 人気女優5名 完全撮り下ろし 極上女優達のオナニーサポートでチンポ休む暇なし! 見つめながらの濃厚フェラ＆激ヤバ手コキでイカセてあげる（6月30日、ブイワンVR）※オムニバス作品
- 巨乳家庭教師に惚れ薬をこっそり飲ませたら童貞のボクにガチで惚れて愛の告白!! ず～っと密着! 見つめて『好き』『愛してる』何度もささやきながらやさしく筆おろしSEX!（7月20日、DOC）※オムニバス作品
- 長尺VR 僕の担当ナースたちは超欲求不満!「調子はどう…?」と個室に診にきては溜まったち●ぽを優しく治療してくれる。エロすぎるベテラン看護師とムッツリ新人看護師、それぞれのピンSEX＆2人同時での看病SEXありで中出し三昧の入院性活! 篠田ゆう 新村あかり（8月21日、KMPVR-bibi-）
- 篠田ゆうプレゼンツ!! JOI VR! ～男性器の溜まった老廃物をJOIで抜いてあげる、オナニー見せてくれたから本番してあげる～（9月26日、KMPVR）
- 超高級デリヘル!! どM現役キャビンアテンダント ユウ（9月28日、BAZOOKA）
- 大量ローションでデカ尻コキと笑顔の素股と業あり手コキ発射 篠田ゆう（10月6日、TEPPAN）
- 全裸オフィス 裸の女子社員に囲まれて… 篠田ゆう 卯水咲流 涼南佳奈 星あんず 芹沢ゆず 中尾芽衣子（10月12日、KMPVR）
- めちゃモテ入院生活VR【長尺ほぼ3時間・お見舞いに来た彼女とこっそりHした後、ドスケベ元カノ軍団が押し寄せてツボのわかった3Pで昇天! 隣のベッドの薄幸そうな美少女患者もハメちゃった! 射精しすぎてぐったりしてたらS級看護師2名に3P食らったとんでもない1日】あおいれな 大槻ひびき 篠田ゆう 波多野結衣 南まゆ 皆瀬杏樹（10月19日、SODクリエイト）
- 見せ付けレズ ～レズビアンのセックスは濃厚接吻から始まる～ 羽月希 篠田ゆう（11月2日、CASANOVA）
- 某旅館と専属契約を結んでいる超ハイレベルなピンクコンパニオン 篠田ゆう 笹倉杏（11月23日、CASANOVA）
- 仮想現実ライブチャット ゆうちゃんログイン中（11月30日、CASANOVA
- HQ高画質対応 AV女優にVRカメラを持たせてハメ撮りさせてみたらプライベート感満載だった。篠田ゆう（12月7日、CASANOVA）
- 世界で一番中出し精子を子宮で受け止める女の子の超! 気持ち良い種付けSEX 篠田ゆう（12月14日、ROOKIE）
- ち○ぽ君の大冒険（12月20日、こあらVR）※オムニバス作品
- VR-1記念作品 KMPVRでもっとも支持された人気シリーズを完全網羅!! VR-1のためだけに人気女優が特別に撮り下ろした豪華4本立てVRだよ!!（12月20日、KMPVR-彩-）※オムニバス作品

- HQ超画質革命! 手コキマッサージ店のオキニ嬢は、ドスケベで挿入(い)れたがり!! 魅惑の美尻ヌルテカ生中出しSEX!!! 篠田ゆう（1月11日、こあらVR極）
- 汗ダク濃密性交VR【6K撮影】最高の巨乳デカ尻美女とビシャ濡れ激ピストンSEXを体感できるVR 篠田ゆう (8月2日、MARRION)
- NTRビデオレター 『VR人妻調教日記』 -いつの間にか調教されていた最愛の妻- 篠田ゆう（11月6日、CRYSTAL VR）

- 篠田ゆうの神尻 ～GOD HIP～（1月21日、KMPVR）
- 阿部乃みく & 篠田ゆうのW射精管理VR（1月29日、KMPVR-彩-）
- 耳舐め手コキVR（2月22日、KMPVR）※オムニバス作品
- トルネードフェラVR（2月26日、KMPVR）※オムニバス作品
- 覆い被さり正常位視点VR（3月10日、KMPVR）※オムニバス作品
- 夜行バスでWサイドからバイノーラル淫語を囁かれ続けてチ○ポとろとろ～になるほどイカさせられたボクVR!! 晶エリー 篠田ゆう（4月15日、MOODYZ）
- JOI 天井特化アングルVR（5月10日、KMPVR）※オムニバス作品
- 美尻コンテストの控室でデカ尻お姉さん達に狙われたスタッフのアナタ!! 本番に向けてのパンプアップで杭打ち騎乗位、顔騎、ハーレム尻コキで夢の痴女られタイム突入～!! 蓮実クレア 篠田ゆう 小早川怜子 神ユキ（6月10日、MOODYZ VR）
- 人間椅子VR 2 (Human chair Virtual Reality) 顔面騎乗＆チ○ポ騎乗で息が詰まるほど痴女られまくり! あお向けアングルW巨尻SPECIAL!! 篠田ゆう 神ユキ（8月26日、ワンズファクトリー）
- あっという間に金玉の底がつく夜 卑猥な微笑みでムチャクチャに喰い尽くす搾取性交 篠田ゆう（10月18日、KMPVR-bibi-）
- 篠田ゆうの騎乗位特化アングルSPECIAL VR!! 尻&アナル&顔&ヨダレ… あお向けアングルで全て味わうド迫力体験VR!!（10月28日、ワンズファクトリー）
- 腰の動きが普通じゃない女上司が不条理にち●ぽを食い尽くす出張夜。出張先で騎乗位×馬乗り杭打ちピストンで犯され続ける! 篠田ゆう（10月30日、KMPVR-彩-）
- 尻をイカセ続けるVR（12月2日、KMPVR）※オムニバス作品

- クスリ効果で全身敏感の涎ダラダラ!! 媚薬を飲ませ顔面愛撫でイカせ続ける（1月15日、KMPVR）※オムニバス作品
- 淫語と唾責めのご褒美プレイ!! 唾液痴女の口移しVR（1月23日、KMPVR）※オムニバス作品
- 天井特化×パンツ越しオナニー（2月4日、KMPVR）※オムニバス作品
- 「レズ鑑賞」が楽しめる風俗店でラッキー3P! 僕のチ●ポを挟んで濃厚レズキス & W巨乳挟まれSEX 本真ゆり 篠田ゆう（2月18日、SODクリエイト）
- 部屋結界VR 2 ～エロい母親とスケベなママ友たちを集めていいなり肉欲パーティー イヒ!～ 篠田ゆう 本真ゆり 新川愛七（3月8日、SODクリエイト）
- W天井特化アングル×神尻競演VR 目の上0cm距離で尻アタックが止まらない! 痴女ハーレムコンビネーションSPECIAL!! 蓮実クレア 篠田ゆう（9月23日、ワンズファクトリー）
- 1泊2日射精し終えるまでエンドレスに快感神経を愛撫する逆夜這い旅館 篠田ゆう（10月8日、KMPVR）
- 性欲が… 渇く間もないひと時。勃起チ●ポを愛でるように施す完全ご奉仕型 やっばい洗体Aesthe 篠田ゆう（11月30日、SPICY VR）
- バックからの尻がヌける! 篠田ゆうのバック特化アングルVR 隣の奥さんのバックの締まりが良すぎで大量射精!!（12月8日、ワンズファクトリー）

- 篠田ゆう BEST（1月24日、KMPVR）※単体ベスト
- 究極の舐めテクと腰振りで何度もザーメンを搾り取るマグロ男性専門店 No.1 篠田ゆう（1月31日、アリスJAPAN）
- 褌顔騎VR（4月29日、KMPVR）※オムニバス作品
- 射精寸前チ○ポを低速こねくりグラインドで焦らしてから爆速杭打ちピストンで射精ギリギリに追い込む変速ギアチェンジ騎乗位 篠田ゆう（5月31日、アリスJAPAN）

### ネット配信
- ゆう (TOKYO-133)（7月24日、Tokyo247）
- ゆう（9月30日、乙女日和）
- You（12月17日、S-Cute）

- You 2（1月25日、S-Cute）
- YUZUKI（4月12日、HimeMix）
- 桧山彩音（7月24日、舞ワイフ）
- ゆう (HIGH-106)（8月3日、High SCENE）
- ゆう (tokyo190)（9月30日、Tokyo247）

- ゆう 2（1月4日、High SCENE）
- イカせのメンタリスト ゆう20歳 (アパレル店員)（2月27日、べっぴん）
- ゆう（7月8日、ピュアスタイル）
- ゆう (PWIFE-025)（12月2日、P-WIFE）

- 篠宮さん（1月29日、I原店長のパートさん入れ喰い日誌）
- ゆう (URUTORA-030)（12月24日、ウルトラの膣）

- ゆう 2 (PWIFE-175)（6月24日、P-WIFE）
- ゆう（7月14日、盗撮エステ勝手に配信中）
- ゆう（7月24日、ザ・ガマン）
- 募集ちゃん 023 中山ユウ 24歳 アパレル店員（12月2日、ARA）

- ゆう (KITAIKE-007)（2月26日、北池袋盗撮倶楽部）
- ラグジュTV 251 高木早希 26歳 社長秘書（4月3日、ラグジュTV）
- スパナンパ 01 in 後楽園 ゆう 24歳 厩務員（4月23日、ナンパTV）
- ゆう（4月27日、噂の絶倫男Z）
- ラグジュTV 293 高木早希 26歳 社長秘書（5月15日、ラグジュTV）
- ゆう（6月4日、マッサDX）
- ゆう（6月4日、KAKUJITSU）
- ゆう (STREET-250)（7月3日、STREET ANGELS）
- ゆう 2 (STREET-259)（8月16日、STREET ANGELS）
- ゆう（9月30日、人妻空蝉橋）
- キャリアウーマンを催眠でメロメロに洗脳してセックスしまくるビデオ 2（12月6日、催眠研究所）※オムニバス作品

- You (KIRAY-023)（4月9日、S-Cute）
- ゆう（6月2日、おねえさんのひとりあそび）
- ゆう（6月9日、北池袋盗撮倶楽部）
- ゆう 2（7月7日、人妻空蝉橋）
- ゆう（7月23日、やり好き縄女）
- ゆう（7月27日、E-DOGA）
- ひとみ (OREGR-002)（7月28日、俺の素人）
- 橋本真紀（8月19日、舞ワイフ）
- ゆう（8月31日、鉄人2号さん）
- ゆう（9月18日、すももちゃん）
- ゆう（10月7日、お母さん.com）
- ゆう & りの（11月24日、E-DOGA）
- ゆう（12月19日、LadyHunter）

- ゆう 2（2月16日、北池袋盗撮倶楽部）
- ゆう（2月23日、鉄人2号さん）
- ゆう（3月7日、Lady Hunter）
- カリスマAV監督タイガー小堺のAV女優のお悩みを一刀両断!! 撮影現場におジャマして勝手にハメ撮り人生相談始めちゃいました!! 篠田ゆう（3月9日、SODクリエイト）
- ゆう 3（3月23日、北池袋盗撮倶楽部）
- 美少女ガンシャッ! 溜まりに溜まった濃厚ザーメンを綺麗なお顔にぶっ放し! 200分ドッロドロ! 2nd（6月7日、DOC）※オムニバス作品
- ゆう（7月9日、Lady Hunter）
- みさとちゃん & あきこさん（7月10日、エチケット）
- 射精が止まらない! 柔らか巨乳おっぱい濃厚美女パイズリ! 3（7月12日、DOC）※オムニバス作品
- ムチプリ肉厚極上尻コキ!!（8月9日、DOC）※オムニバス作品
- ゆう 4（8月17日、北池袋盗撮倶楽部）
- 篠田さん（9月14日、E★レズDX）
- ゆうこ（9月21日、しろうとまんまん）
- なお (OREGR-036)（11月30日、俺の素人）
- ゆう (PWIFE-511)（12月27日、P-WIFE）

- 美巨乳な不動産OLのマ○コはヌクヌク床暖完備（6月16日、クマネコ本舗）

- ゆう (ORE-615)（1月24日、俺の素人）
- Yさん（5月9日、俺の素人）
- Yさん (GERK-270)（6月20日、ゲリラ）
- さっちゃ（7月21日、素人ホイホイsweet!）
- ユウ（8月13日、ゲリラ）
- さっちゃ（7月21日、素人ホイホイsweet!）
- ユウ（12月7日、俺の素人）

- Yさん (GERK-349)（2月11日、ゲリラ）
- ゆう (ORE-652)（5月15日、俺の素人）
- YU（6月4日、鉄人2号さん）
- ゆう嬢（6月8日、俺の素人）
- ゆうさん（7月1日、俺の素人）
- ゆうさん 3（10月15日、人妻空蝉橋）
- ゆうさん & 伊織さん & ひなたさん（10月15日、嗚呼、素人）
- YU 2（10月8日、鉄人2号さん）
- ゆう  めちゃめちゃキレイなお姉さんはとてもエロかった テガくて卑猥なケツのお姉さんと2SEX（11月13日、おっぱいちゃん）

- ゆう & みなみ（2月4日、LadyHunter）
- ゆう / みなみ ぶっちゃけおんな2人組 パリピ酔 （2月16日、Lady Hunter）
- 蔵出し子作りソープ 3 篠田ゆう（4月21日、Mr.michiru）
- 蔵出し チ○コにハマる。チ○コフェチの女たち（4月21日、Mr.michiru）※オムニバス作品
- Yさん（5月9日、俺の素人）
- AV女優が解説した本当に気持ちいいセックス! 実践まじえて講義! ＜真似すれば必ず＞中イキさせられる! 篠田ゆう 新井リマ（6月4日、セイキョウイク）
- ゆうとお風呂に入りませんか（6月22日、BOTAN）
- 特別に先生のセックス見せてあげる。でも君は見るだけだよ? 篠田ゆう（7月1日、J-MODEL）
- 【4K】お隣のマスク美女のエロ尻お姉さんに絶頂誘惑、神尻ヌキされる中出し在宅ワーク! 篠田ゆう（7月15日、J-MODEL）
- 舞ワイフ No.1267 篠田杏奈 31歳（9月15日、舞ワイフ）
- 舞ワイフ No.1284 篠田杏奈 31歳 蒼い再会（11月22日、舞ワイフ）
- YU 3（12月9日、鉄人2号さん）

### 女性向けアダルトビデオ
アダルトDVD
- Body talk lesson for couples 一徹 篠田ゆう（2014年2月6日、SILK LABO）
- LOVE AND THE LIFE CASE.3 夏目哉大 篠田ゆう（2017年11月2日、GIRL'S CH）
- another side ふたりきりの、秘密（2018年7月12日、SILK LABO）※オムニバス作品
- 四六時中発情中（2019年10月10日、SILK LABO）※オムニバス作品

ネット配信
- in one night 及川大智 篠田ゆう（2022年5月20日、SILK LABO）
- signal 及川大智 篠田ゆう（2018年3月30日、SILK LABO）

### イメージDVD
※◎はBlu-ray版発売作品。
- Yu 妖しく艶めく白い肌（2017年4月6日、REbecca）◎
- Aphrodite 篠田ゆう（2018年12月1日、ファインピクチャーズ）◎
- Lovin’ You（2021年6月18日、ファインピクチャーズ）◎
- Yu2 So bewitching（2022年4月21日、REbecca）◎
- Yu3 Sister of the nation（2023年3月16日、REbecca）◎

### アダルトDVD（無修正）
- キャットウォーク ポイズン 99 妹のお尻が神すぎるので掴んで中出ししちゃいました。篠田ゆう（2014年1月13日、キャットウォーク）
- S Model 101 史上最強にエロい美少女20名コレクション 3HR（2014年4月22日、スーパーモデルメディア）全20名

## 書籍・出版物

### 写真集
- STAY GOLD（2021年11月27日、徳間書店、撮影：新田桂一） ISBN 978-4-19-865373-6

### ポーズ集
- ビジュアルヌード・ポーズBOOK act篠田ゆう（2019年11月26日、二見書房、撮影：長谷川朗）ISBN 978-4-576-19197-3

### デジタル写真集
2018年
- Yu 妖しく艶めく白い肌（1月27日、REbecca）

2019年
- ヘアーヌード 〜無修正・美巨乳Fカップ・美尻・セクシー女優〜（8月21日、スパークビジョン、撮影：SKS）
- Aphrodite デジタル写真集（8月28日、ファインピクチャーズ、撮影：河本広幸）
- ジューシーハニー PLUS ＃3 篠田ゆう デジタル写真集（12月14日、JUICY HONEY）

2020年
- TOKYO-247 Girls Collection vol.094 篠田ゆう（2月18日、Big Fields Publishing）

2021年
- Lovin’ You デジタル写真集（6月25日、ファインピクチャーズ、撮影：SHOOTING STAR）

2022年
- 週刊大衆デジタル写真集NUDE：12 篠田ゆう（3月29日、双葉社、撮影：篠原潔）
- 避暑地で出会ったオンナ 篠田ゆう（6月1日、小学館、撮影：早川達也）
- トリプルHAPPYキャンペーン2022電子ふぉとぶっく（9月2日、FANZA BEAUTY COLLECTION）- 複数モデル出演の撮り下ろしデジタル写真集。

2023年
- DokkiriQueen 篠田ゆう B（4月6日、シーガル）
- DokkiriQueen 篠田ゆう（4月13日、シーガル）
- DokkiriQueen 篠田ゆう C（12月21日、シーガル）

### 雑誌
2011年
- DVDヨロシク! 2011年5月号（三和出版）- 付属DVD「この春からの大学生活に向けて物件探し中の美少女が不動産業者に押し倒されて…… 上京娘の家さがし 篠田ゆう (18)」

2015年
- 完熟ものがたり Vol.21（茜新社）- グラビア「凌辱にあえぎ狂うマゾ奥様」

2016年
- 人妻フェスタ Vol.1（ブライト出版）- 付録DVD「中出し不倫旅行」

2017年
- 実話大報 2017年4月号（ジーオーティー）- 表紙

2018年
- 週刊ポスト 2018年3月30日号（小学館）- 「観て、読んで、聴ける　究極のアダルトビデオ 篠田ゆう×御堂乱」
- 週刊実話 2018年12月6日号（日本ジャーナル出版）- グラビア「乳淫生活」

2019年
- 週刊大衆 2019年2月18日号（双葉社）- グラビア
- 週刊大衆 2019年3月18日号（双葉社）- グラビア
- 週刊実話 2019年3月28日号（日本ジャーナル出版）- グラビア「篠田ゆう・橋本ありな・波多野結衣・唯井まひろ  麗しヘア4連発」
- TOKYO GALs COLLECTION  2019年6月号（大洋図書）- 付録DVD「猥褻痴女お姉さん」
- 週刊実話 2019年7月11日号（日本ジャーナル出版）- グラビア「しっぽり浴衣美人」
- 週刊実話 2019年12月19日号（日本ジャーナル出版）- 袋とじ「人妻の柔肌」

2020年
- 週刊実話 2020年2月27日号（日本ジャーナル出版）- グラビア「誘惑する谷間」
- 週刊大衆 2020年6月29日号（双葉社）- 「警鐘特集  伝説のNo.1泡姫&令和の美尻クイーンの女性器は? 君島みお&篠田ゆうも流出! 熟女スター「無修正SEX」10連発 止まらないモロ見え映像の流出劇。今回、被害者となったのは、さらに美しくなったと噂のアラサー女神!」

2021年
- 週刊アサヒ芸能 2021年2月11日号（徳間書店）- 袋とじ「美熟女天国」
- 週刊大衆 2021年3月1日・8日号（双葉社）- 「「温泉SEXしたい」芸能女優&女子アナ&AV女優108人!」
- 週刊実話 2021年3月18日号（日本ジャーナル出版）- 袋とじ「桃尻熟女の全裸遊戯」
- 週刊大衆 2021年3月22日号（双葉社）- グラビア
- 週刊実話 2021年4月29日号（日本ジャーナル出版）- グラビア「尻そめし頃に」
- 週刊実話 2021年11月4日号（日本ジャーナル出版）- 袋とじ「大槻ひびき・MINAMO・篠田ゆう…etc.  秋のヘアヌード収穫祭」
- 週刊実話 増刊 ザ・タブー 2021年11月6日号（日本ジャーナル出版）- グラビア「オンナの本能」

### コラム
- 篠田ゆうのほろ酔いSPLASH!（2019年5月14日[38]‐10月1日[39]、東スポ裏通り）

## 製品

### トレーディングカード
- ジューシーハニーコレクションカード PLUS ＃3（2019年6月29日、株式会社ミント）※篠田ゆう、唯井まひろ、橋本ありな、波多野結衣の共同商品

### グッズ
- オトナのサマーキャンペーン2021 FANZA×篠田ゆう オリジナルアクリルスタンド（2021年10月15日、FANZAコラボ）
- オトナのサマーキャンペーン2021 篠田ゆう生写真5枚セット（2021年10月15日、FANZAコラボ）
- PLAMAX Naked Angel 1/20 篠田ゆう（2021年11月30日、マックスファクトリー）※組み立て式プラモデル

### アダルトグッズ
オナホール
- kmp PREMIUM HOLE PLUS FELLA 篠田ゆう（2017年11月30日、ケイ・エム・プロデュース）
- 妄想ワーキングガール エリートなオンナ 篠田ゆう（2019年4月5日、aurora toy）
- kmp PREMIUM HOLE EX プレミアムホール 篠田ゆう（2019年6月30日、ケイ・エム・プロデュース）
- 美女の秘穴 篠田ゆう（2019年7月1日、aurora toy）
- -閃- 煌フェラチオ 篠田ゆう（2020年6月18日、aurora toy）
- イイオンナ、ヤリ放題。 篠田ゆう（2020年8月24日、JAPAN-TOYZ）
- KMPホール 篠田ゆう【ローション付き】（2020年12月31日、ケイ・エム・プロデュース）
- 日本の名器 篠田ゆう（2022年4月7日、SSI JAPAN）
- 神フェラ 篠田ゆう（2022年7月22日、SSI JAPAN）

バイブレーター
- 篠田ゆうのぷにぷにイキマックス（2022年6月15日、A-ONE）

## 出演

### テレビ
- おとなの子守唄（2013年6月、サンテレビ他）…『ラブシネマパラダイス』ゲスト
- 魚拓と成瀬のツキとスッポンぽん #13,#14（2014年11月30日,12月7日、パチ・スロ サイトセブンTV）
- ビ〜チ9（2014年12月、テレビ埼玉） - 彩城ゆりなと共にマンスリーゲスト
- 裏ではリアル脱衣麻雀SP!!〜本戦のみんなガンバってね！！〜（2016年6月18日、AbemaTV）– 見守りセクシー女優[40]
- セクシー女優ダラケのオールスター感謝祭（2018年10月4日、BSスカパー!）[41]
- ダラケ! 〜お金を払ってでも見たいクイズ〜（2018年12月6日、20日、BSスカパー!）
- ゴッドタン (2019年1月27日[42]、テレビ東京)
- Sweet Angel #100（2019年6月1日、MONDO TV）
- もう!バカリズムさんの超H! #7（2019年6月24日、フジテレビONE）
- だーしの&君島のかまってちゃんクエスト（2021年6月 ‐ 9月、刺激ストロングチャンネル）MC[43]

### 映画
- 家庭教師 いんび誘惑レッスン（2013年1月18日公開、オーピー映画）監督:国沢実[44]
- 湯けむりおっぱい注意報（2017年9月8日公開、オーピー映画）監督:小川欽也 ‐主演・島田藤子 役[45][46]
- だまされてペロペロ わかれて貰います（2018年3月16日公開、大蔵映画）監督:池島ゆたか - マイ 役[47][48]

### オリジナルビデオ
- あぶない女刑事 SEXYリベンジ（2015年8月20日、ラインコミュニケーションズ）監督:山内大輔 - 依子 役[49]
- 秘湯心霊の旅 東伊豆編（2015年10月5日、アネック）監督:岡崎喜之 [50]
- 夫の会社の同僚に背後から（2017年4月28日、人妻花園劇場）監督:金田一小五郎[51]
- 親友の夫は元恋人（2018年4月26日、h.m.p DORAMA）監督:貞邪我[52]
- 旦那の代わりに… （2018年）監督:シズカマン[53]
- 性欲が強くて我慢できない妻2（2019年10月11日、NAKED FILM）[54]
- 綺麗でイヤらしい人妻の誘惑（2022年3月19日、NAKED FILM）[55]

### インターネット放送
- トイズハートプレゼンツBUBKA「きのう誰食べた」（2012年11月14日、ニコニコ生放送）- ゲスト出演、真木今日子と共演[56]。
- ゆうちゃろの下剋上伝説! Vol.1（2020年11月15日、YouTube/DMMボートちゃんねる）- ゲスト出演[57]。
- スカパー！アダルト放送大賞記念番組（2022年7月5日、SPOOX EX）[58]

### ゲーム
- 新宿スカウトバトル（2019年12月2日、DMM GAMES）- モップを振り回し戦う家政婦・篠田ゆう役[59]
- 銀行マンの下剋上～バラ色人生を目指して～（2022年12月6日、AV GAMES、フュージョンプロジェクト）- 居酒屋の女将・篠田ゆう 役[60]

### パチンコ
- Pジューシーハニー3（2021年2月、サンセイアールアンドディ）[61]
- PジューシーハニーH（ハーレム）（2023年5月、サンセイアールアンドディ）
- Pジューシーハニー極嬢MA（2025年1月、サンセイアールアンドディ）[62]

### ライブ
PINKEY 名義
- SEXY IDOL MUSIC FESTA 2015（2015年8月23日、新木場STUDIO COAST）[10][63]
- TOKYO IDOL FESTIVAL 2016 スパークリングNIGHT!!（2016年8月6日、TIF2016 「DOLL FACTORY」ステージ (フジテレビ湾岸スタジオ M2)）[64][65]
- マシュマロ3d+ vs 新生PINKEYミラクルライブ!（2016年11月25日、初台DOORS）[66]
- マシュマロ☆フェスティバル vol.2（2017年1月22日、新宿MARZ）[67]